# Kasteel Valkenburg
Kasteel Valkenburg is een kasteelruïne in het Zuid-Limburgse vestingstadje Valkenburg. De voor Nederland zeldzame hoogteburcht ligt op de Heunsberg, een uitloper van het plateau van Margraten. Het kasteel, ooit de burcht van de heren van Valkenburg, werd in 1672 verwoest maar nooit geheel afgebroken. Onder het kasteel bevinden zich diverse vluchtgangen en ligt de Kasteelgroeve. De Valkenburgse kasteelruïne is een belangrijke toeristische attractie en sinds 1967 een beschermd rijksmonument.

## Geschiedenis

### Eerste en tweede burcht
Waarschijnlijk was het Gosewijn I van Valkenburg (uit het Huis Heinsberg), die omstreeks het jaar 1075 op de Heunsberg nabij de Geul het eerste kasteel van Valkenburg bouwde. Deze fortificatie bestond uit een zware vierkante woontoren van 12 bij 18 meter. De toren was gebouwd van vuursteen en andere harde natuursteensoorten. Al in 1122 werd deze toren vernietigd door het leger van Godfried I van Leuven, op bevel van keizer Hendrik V.
Op de plek van de verwoeste toren werd door Gosewijn II een nieuw kasteel gebouwd. Deze burcht had de vorm van een zware zestienhoekige toren van mergel. Deze mergel werd uit een dagbouwgroeve gewonnen. De restanten van deze groeve zijn bij vernieuwing van het entreegebouw van de ruïne bij toeval gevonden, de groeve bleek een van de oudste dagbouwgroeves voor mergelsteen in West-Europa.
De doorsnede van de tweede burcht was 15 meter en de muren waren twee meter dik. De burcht werd weer omringd door een palissade. Aan de voet van de burcht ontwikkelde zich een stadje, dat de naam 'Valkenburg' zou krijgen. Ook Gosewijn II kwam enkele keren in conflict met de Duitse keizer, wat in 1141 opnieuw resulteerde in de verwoesting van het kasteel en het stadje.

### Derde, huidige burcht

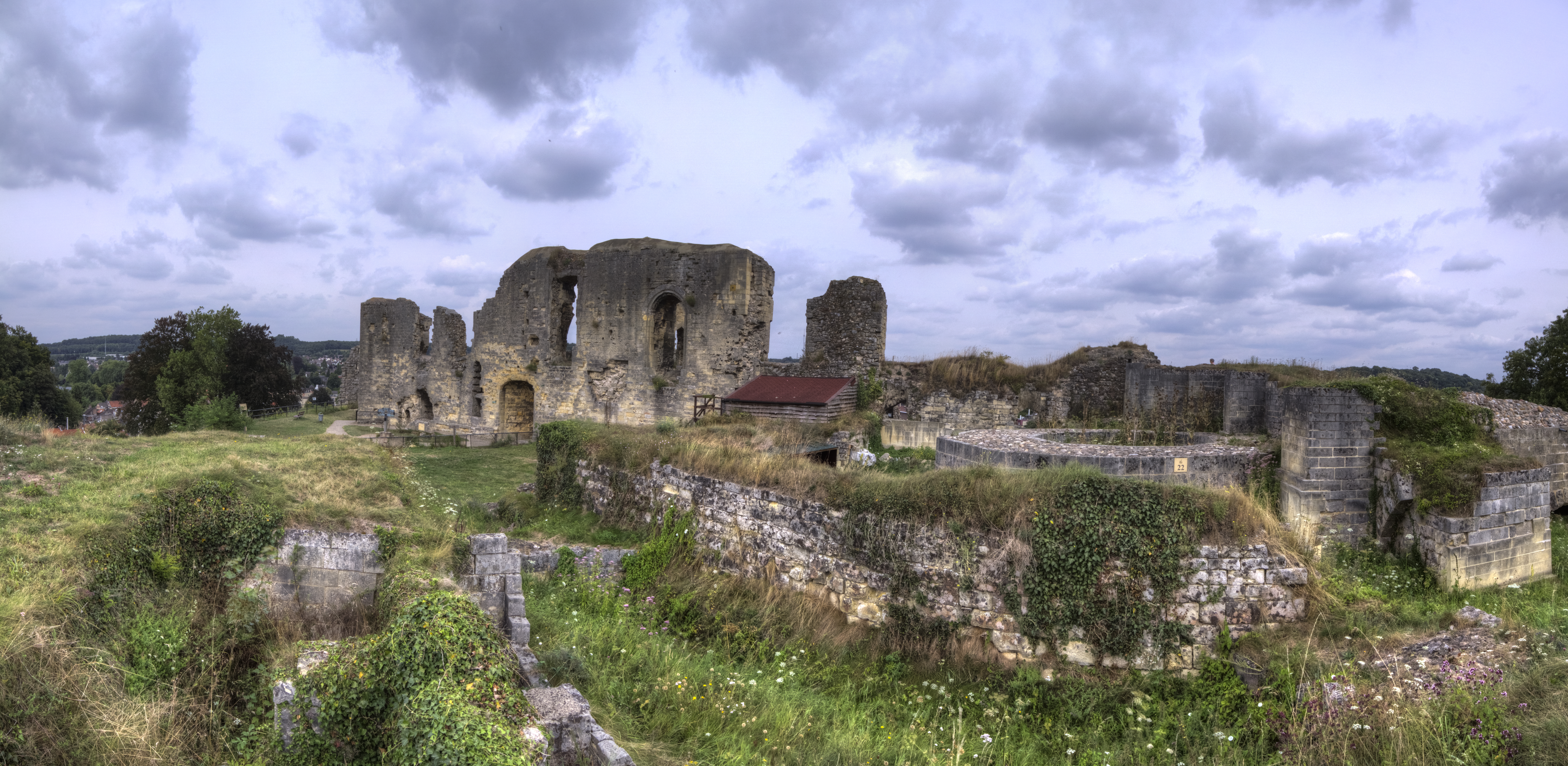
Het grotendeels 14e-eeuwse kasteel. Op de voorgrond het restant van de tienhoekige toren (derde burcht, gesloopt ca 1335)

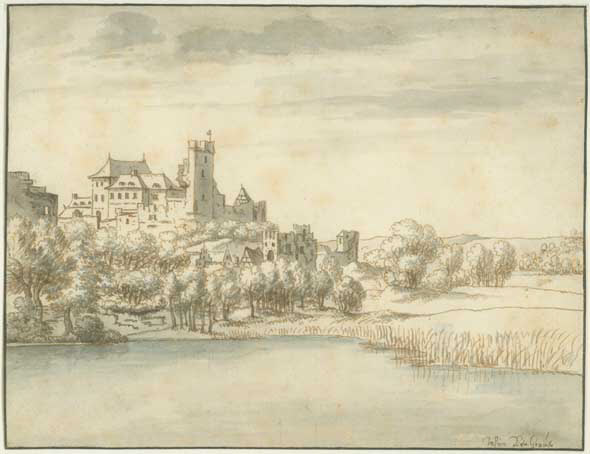
Het kasteel van Valkenburg kort voor de verwoesting (Josua de Grave, 1669)

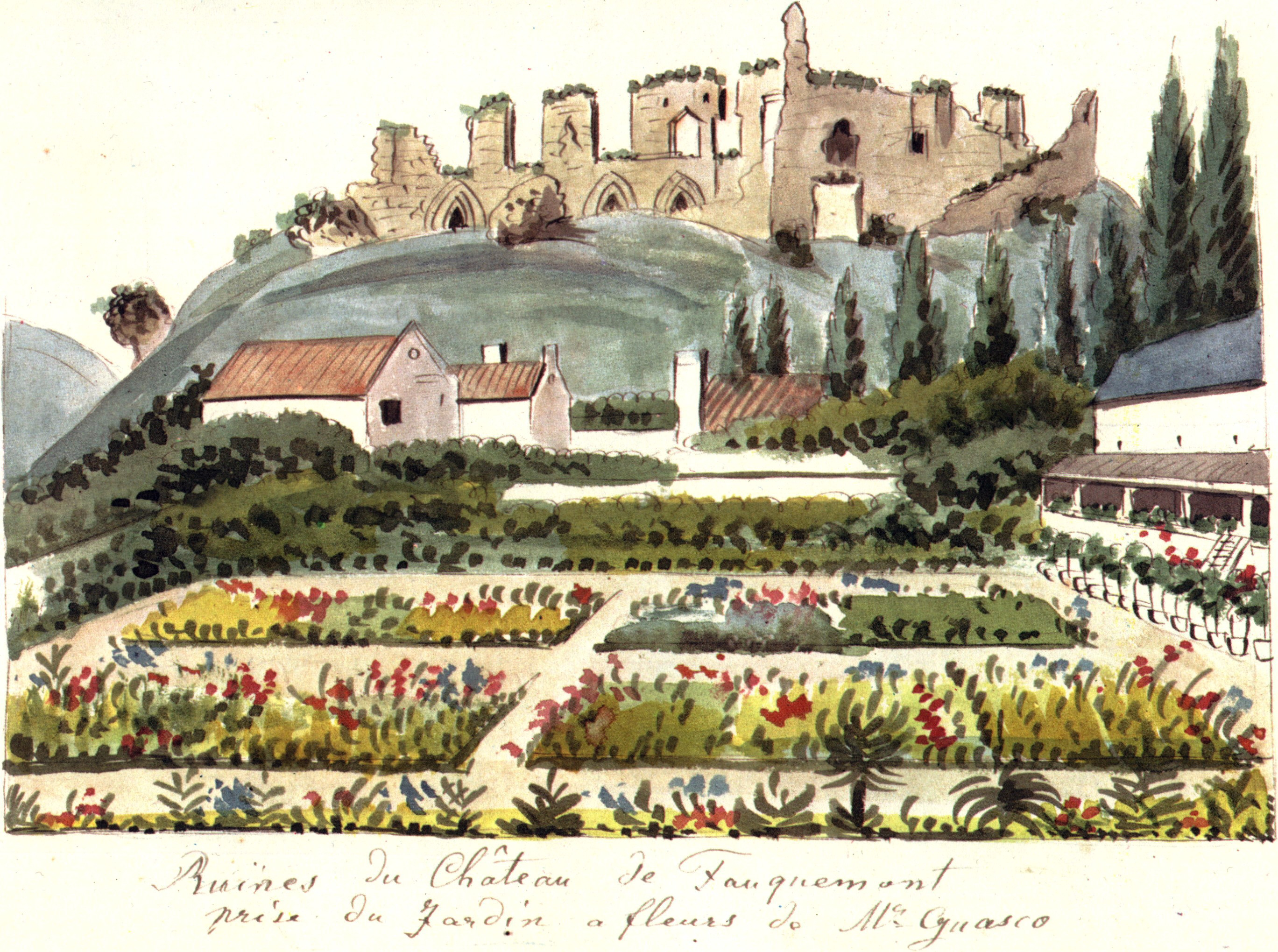
Kasteelruïne ca 1850 (Ph. v. Gulpen)

In 1170 overleed Gosewijn II en zijn bezittingen gingen over naar zijn oudste zoon Gosewijn III. Deze had een goede verstandhouding met keizer Frederik Barbarossa en verbleef vaak met hem in Italië. Gosewijn III ontving uiteindelijk de titel van graaf uit handen van de keizer.

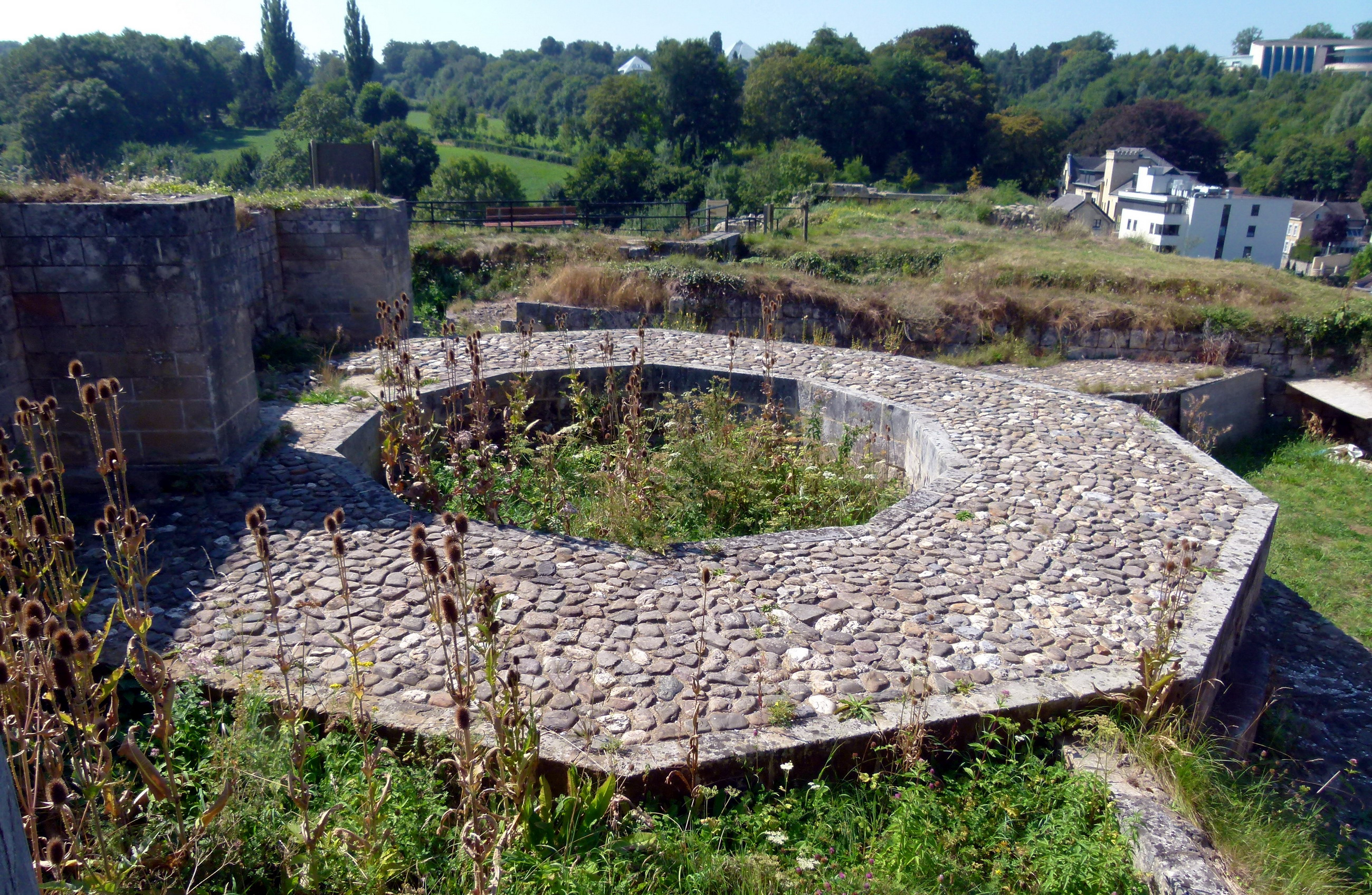
Tienhoekige toren

Het kasteel maakte in deze periode een grote ontwikkeling door. Omstreeks 1200 werd een tienhoekige toren gebouwd ter vervanging van de veel grotere zestienhoekige toren. De palissade werd vervangen door een stenen schildmuur en er verschenen tal van andere bijgebouwen op het kasteelterrein. Omstreeks 1250 stond er een complex waar de huidige putkamer, een deel van de huidige kapel en een voorloper van de huidige ridderzaal deel van uitmaken. Vooraanstaande leden van het Huis Valkenburg die in deze periode op het kasteel opgroeiden waren Engelbert II van Valkenburg, aartsbisschop en keurvorst van Keulen, diens nicht Beatrix van Valkenburg, koningin-gemaal van het Heilige Roomse Rijk, en Beatrix' broer Walram de Rosse, heer van Valkenburg en held van de Slag bij Woeringen.
In de eerste helft van de 14e eeuw werd het kasteelterrein vergroot door middel van het storten van puin. De tienhoekige toren verdween. Hiervoor in de plaats kwam een groot gebouw met twee vleugels omringd door een ruime schildmuur voorzien van twee zware, ronde verdedigingstorens. In 1352 stierf de Valkenburgse dynastie uit en verwierf Brabant door aankoop het Land van Valkenburg. Toch bleef het kasteel van Valkenburg van belang. In latere jaren bewoonden de drossaarden namens de hertogen van Brabant het kasteel en zorgden voor de instandhouding van de verdedigingswerken. De drossaard Dirk van Pallandt zorgde er in 1465 voor dat het beleg door de Luikenaren kon worden afgeslagen.

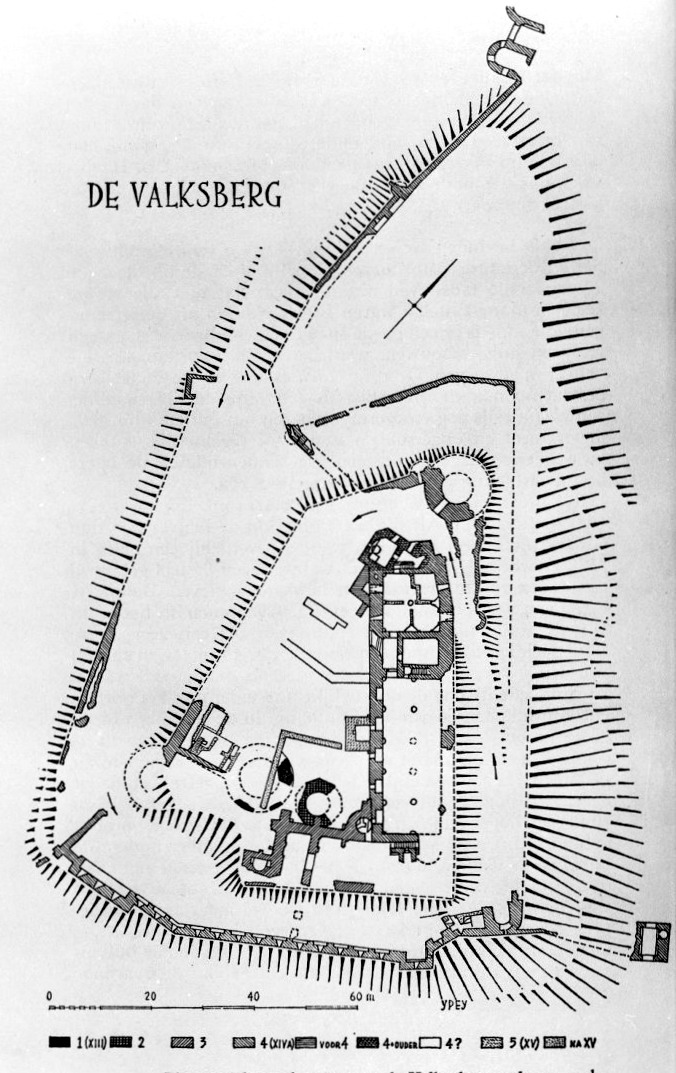
Bebouwingsfasen
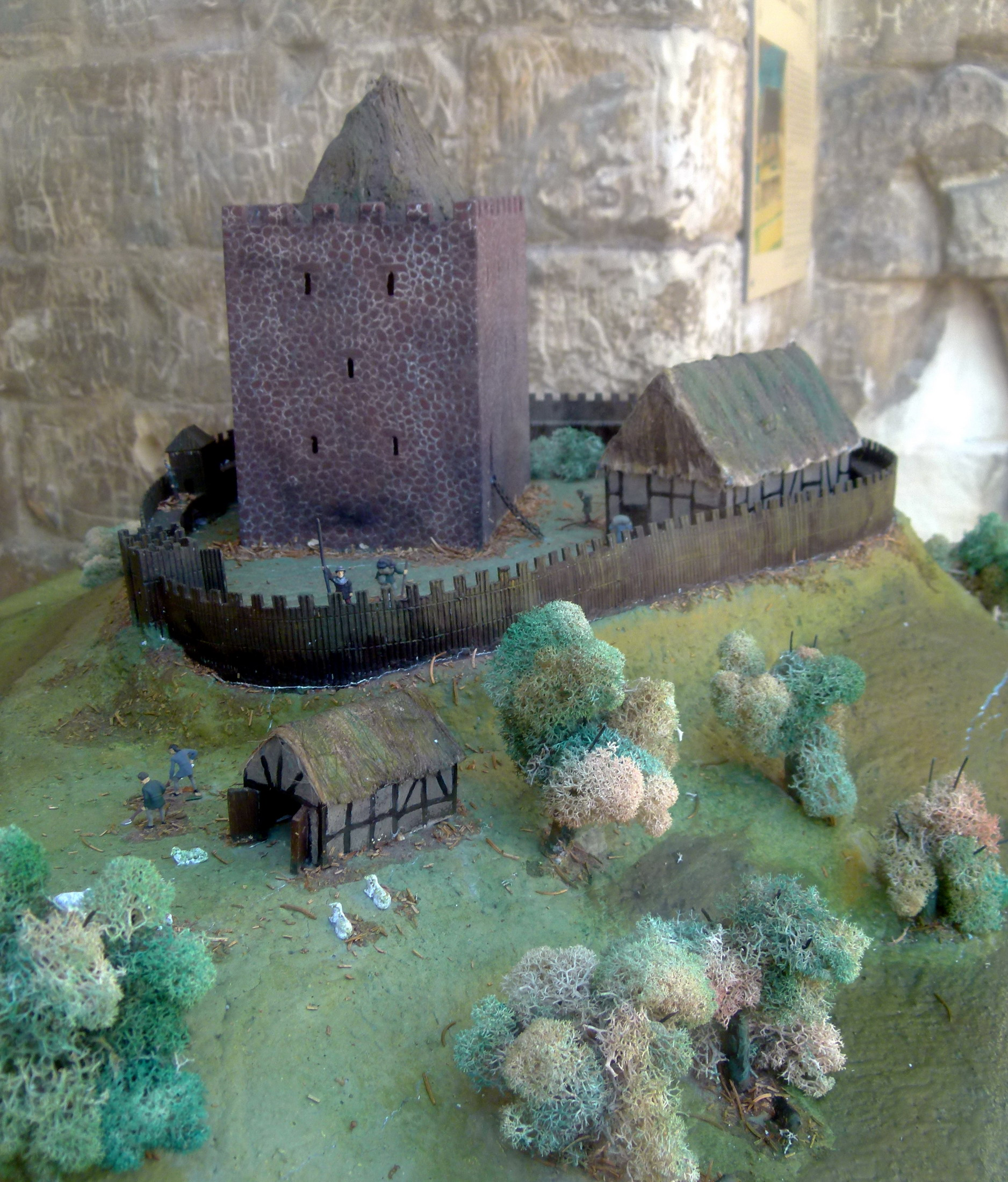
Maquette eerste burcht
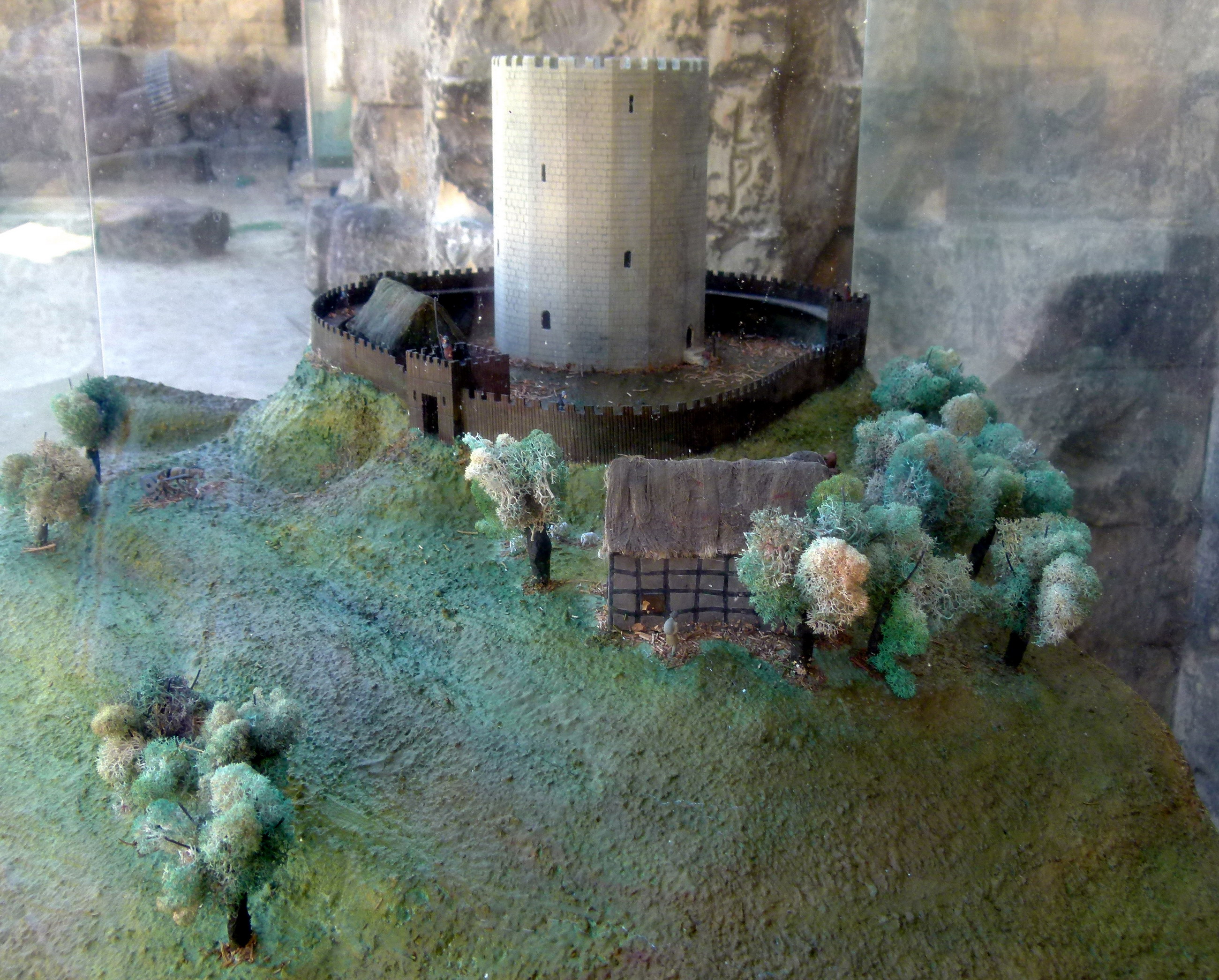
Maquette tweede burcht
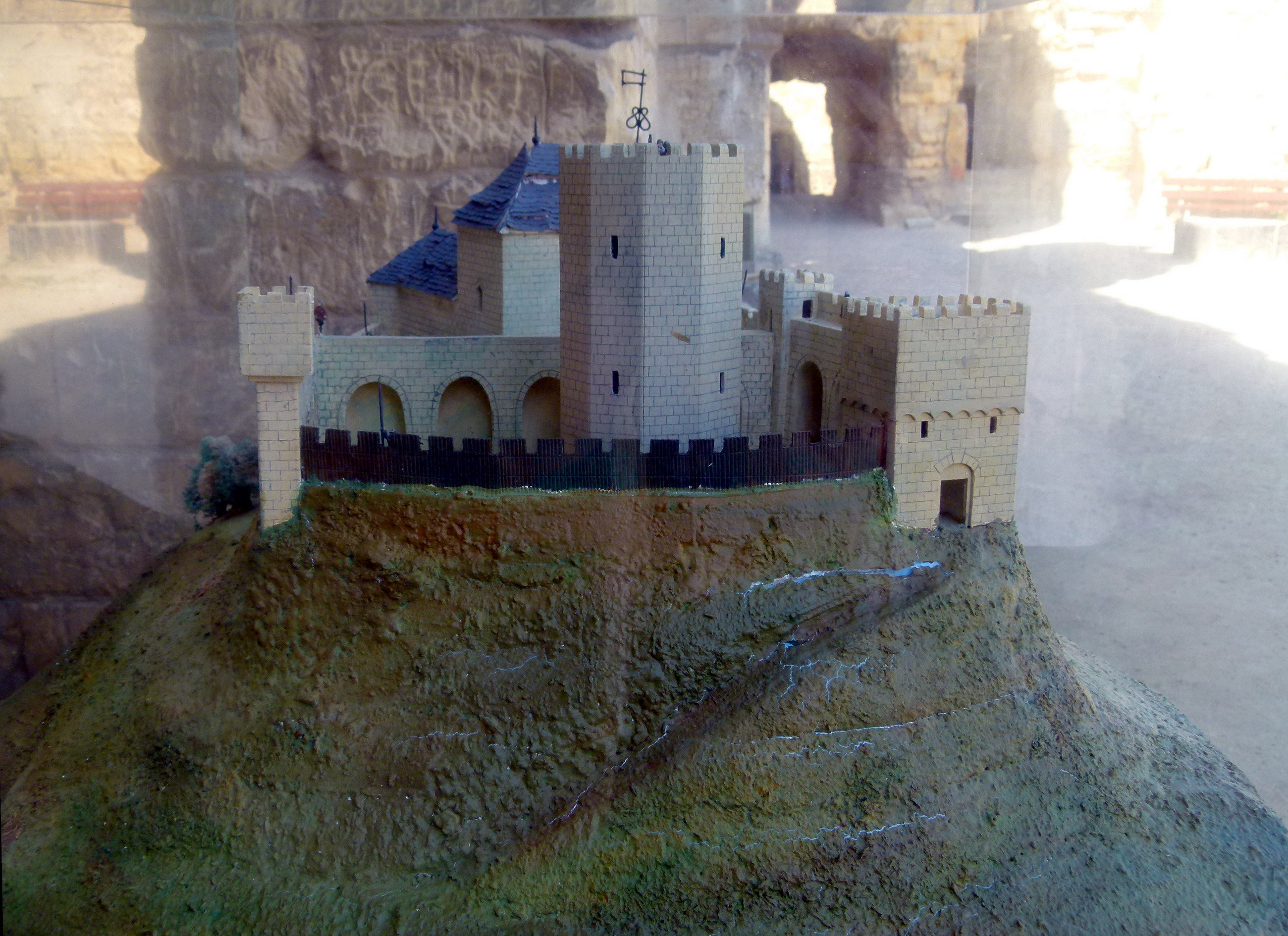
Maquette derde burcht

### Definitieve verwoesting
Gedurende de middeleeuwen werd het kasteel diverse keren belegerd. In 1329 werd zowel het kasteel als de vesting grotendeels verwoest. In de Tachtigjarige Oorlog wisselde het kasteel enkele malen van eigenaar, maar de Staatse troepen onder leiding van commandant Stein van Callenfels wisten de burcht in 1644 definitief in handen te krijgen, waarop zij kasteel en stadswallen enige weken lang systematisch onder handen namen teneinde de Spanjaarden geen profijt meer te gunnen van de inname van Valkenburg. Zo werden ringmuren van het kasteel geslecht en werden torens zoals de Wolfstoren aan de zuidoostkant van het kasteelterrein van hun dak ontdaan en gedeeltelijk afgebroken.
Op 26 mei 1672, aan het begin van de Hollandse Oorlog, werd kasteel Valkenburg ingenomen door Franse troepen met als doel Maastricht te veroveren. Toen Staatse troepen op 6 december erin slaagden Valkenburg te heroveren werd besloten om het kasteel en de stadswallen zodanig te verwoesten dat de vestingstad nooit meer een bedreiging kon vormen voor voornoemde stad. De hoogteburcht werd op bevel van stadhouder Willem III opgeblazen en de vesting ontmanteld. Van de vesting Valkenburg zijn thans nog slechts de kasteelruïne, een verdedigingstoren (opgenomen in het stadskasteel Den Halder), twee stadspoorten (de Berkelpoort en de Grendelpoort) en een deel van de stadswallen over.
Na een verwoestende stadsbrand in 1773 gebruikten de Valkenburgers de kasteelruïne als steengroeve om de verwoeste huizen in Valkenburg weer op te bouwen. De grote, bijna 30 meter lange noordmuur van het kasteel, die de wapenkamer afsloot, werd in zijn geheel gesloopt en ook de overige muren van het kasteel werden omver gehaald, gewelven werden ingeslagen en hardstenen raamomlijstingen uitgebroken.

### Nieuwe eigenaren en restauratie
Op 5 augustus 1798 verkochten de Fransen, die sinds 1794 meester waren in de Zuidelijke Nederlanden, de Heunsberg met de kasteelruïne als domeingoed aan graaf Maximiliaan van Hoen te Neufchateau. Door erfenis kwam het vervolgens in bezit van de familie de Villers-Masbourg, die de kasteelheuvel in 1863 liet omheinen ter voorkoming van verder vandalisme. De in die tijd in Valkenburg woonachtige bouwmeester Pierre Cuypers maakte rond 1894 een plan voor de restauratie en gedeeltelijke reconstructie van de kasteelruïne. Het plan werd niet uitgevoerd. Op 27 december 1919 werd de kasteelruïne voor de prijs van 18.200 gulden overgedragen aan de Katacomben-Stichting. In de jaren 1923-1930 volgde een consolidatie van de bouwvallige kasteelresten. De huidige eigenaar, de Stichting Kasteel van Valkenburg, bestaat sinds 1924 en heeft als oogmerk de kasteelruïne en de bijbehorende Fluweelengrot voor het nageslacht te behouden en beide monumenten veilig en toegankelijk te houden. In 1953 werd de kasteelruïne opnieuw gerestaureerd.

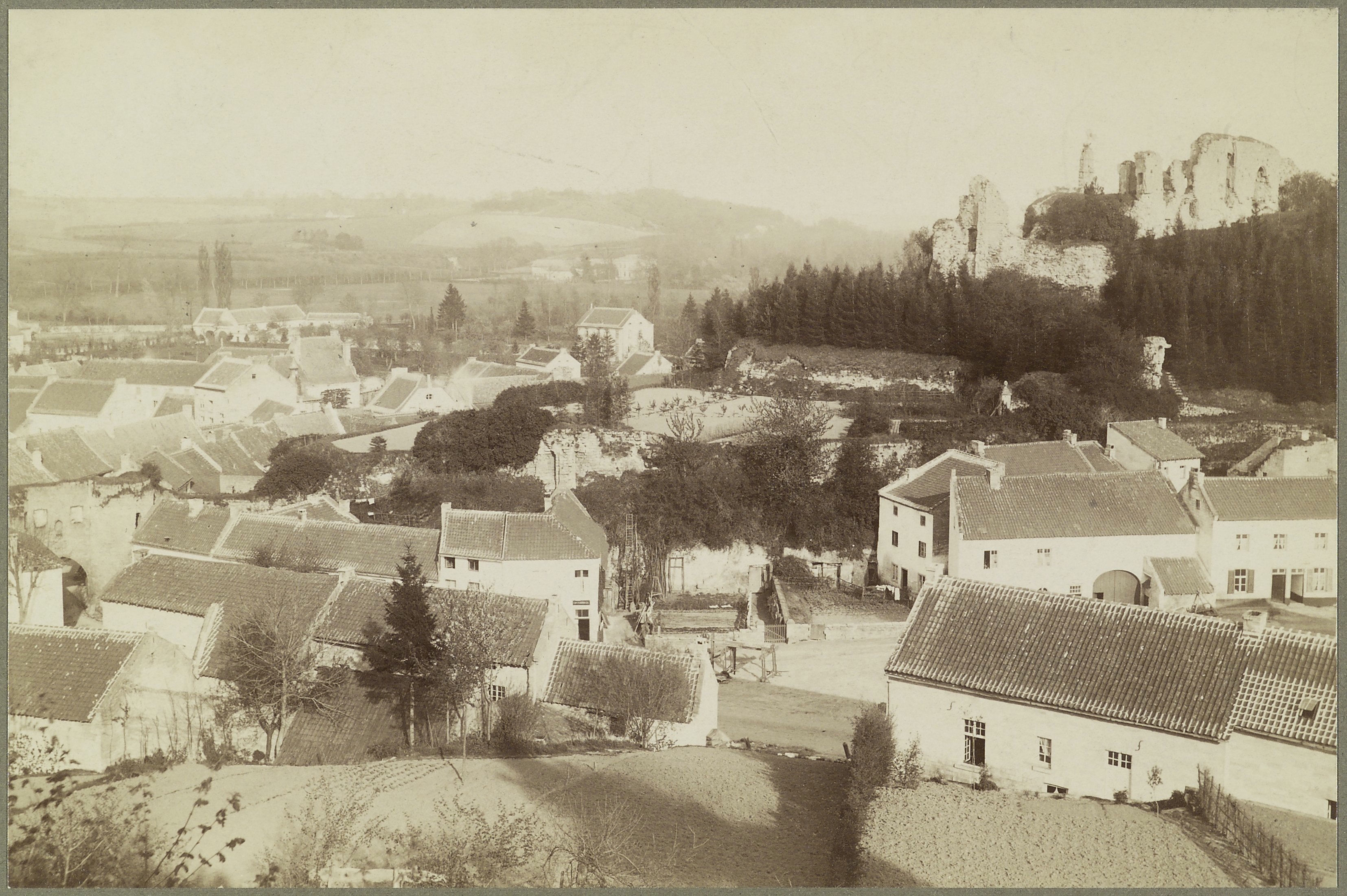
Zicht op Valkenburg in 1883
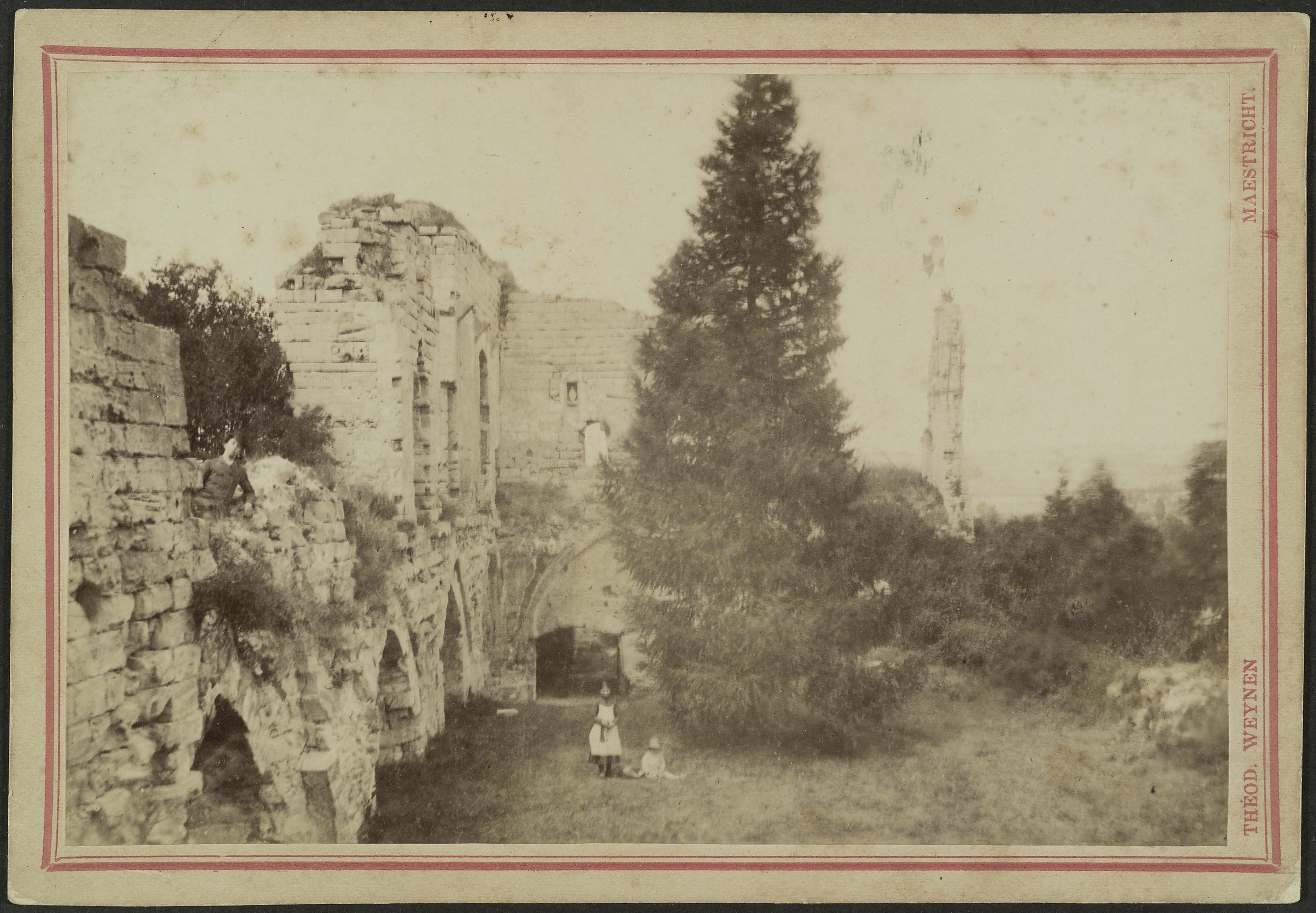
Bezoekers kasteelruïne omstreeks 1900
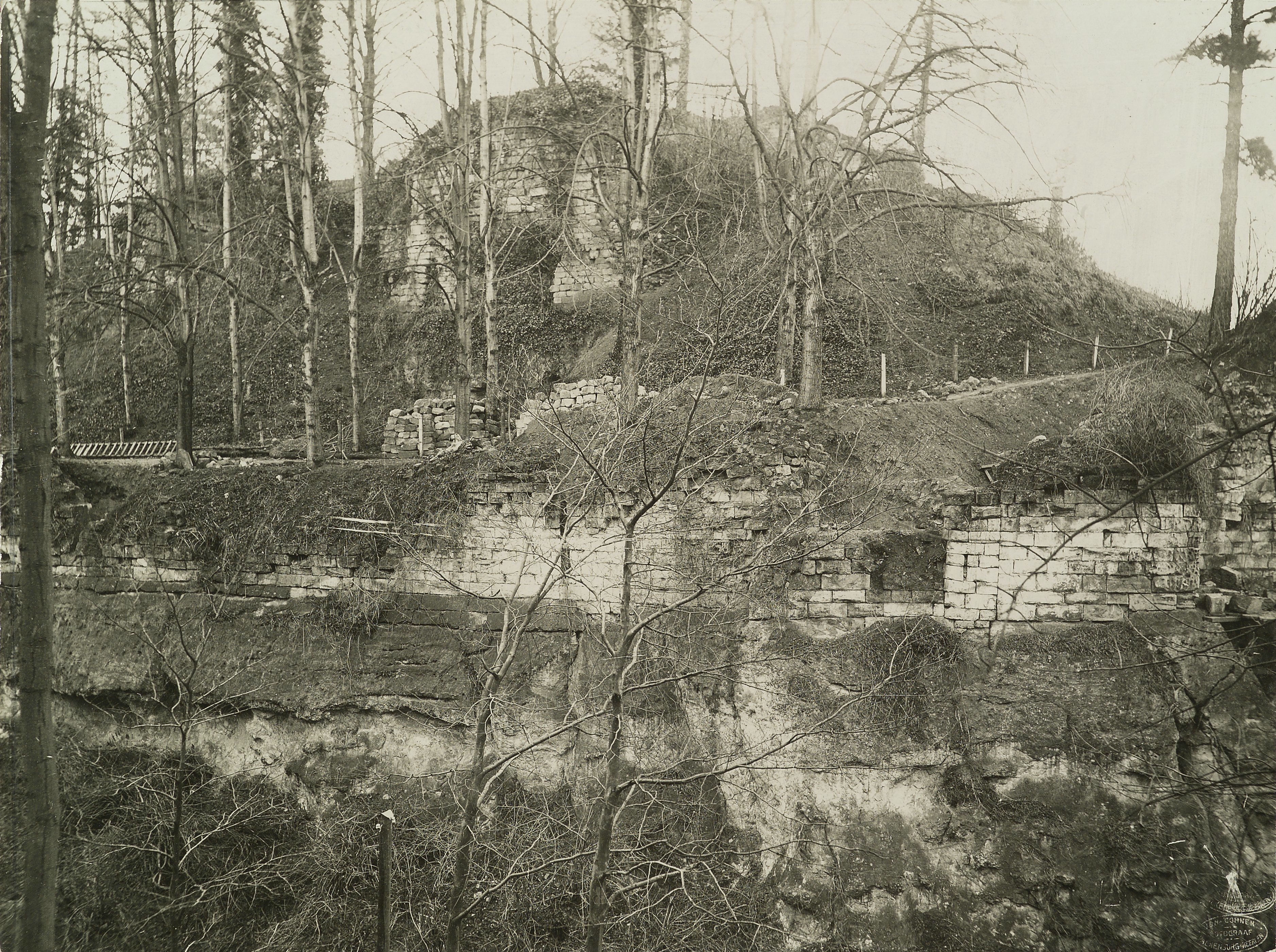
De ruïne in vervallen staat
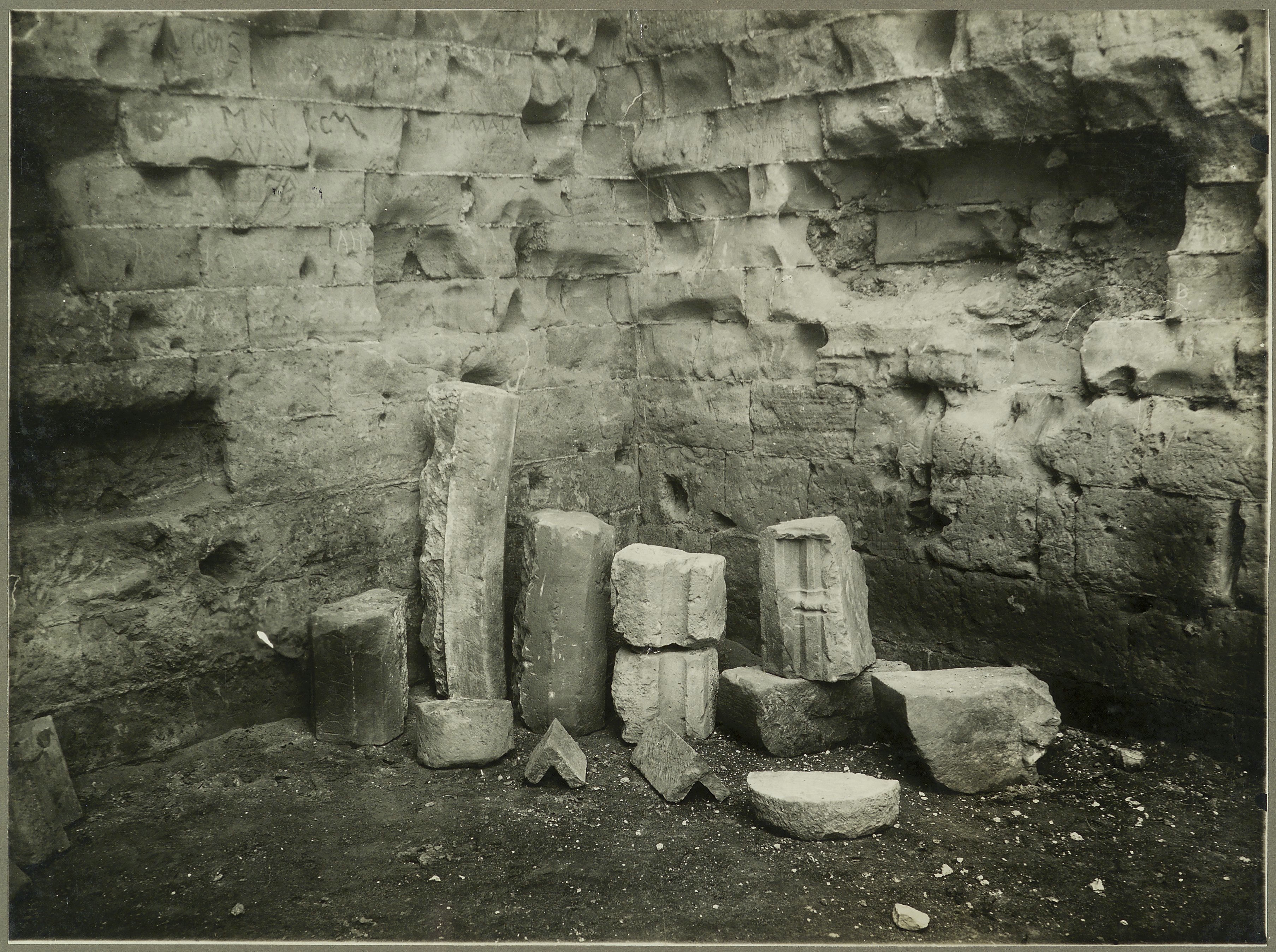
Gevonden bouwfragmenten, 1922

### Massatoerisme, herstel
Vanaf de jaren 1950 nam het massatoerisme naar Valkenburg een hoge vlucht. De kasteelruïne en de historische binnenstad van Valkenburg hadden sterk te lijden onder het intensieve gebruik. Vanaf de jaren 1980 nam de bezoekersstroom weer enigszins af. Tegelijkertijd nam in deze periode de belangstelling voor het verleden van het vestingstadje toe, vooral na archeologische opgravingen van de vestingwerken, waarmee het kasteel ooit verbonden was. Vanaf 2005 werden diverse delen van de vesting Valkenburg gerestaureerd en in sommige gevallen herbouwd. Ook de kasteelruïne is in deze periode opnieuw gerestaureerd en beter toegankelijk gemaakt. In 2013 werden een glazen entreegebouw aan het Grendelplein, een nieuwe lift en een horecapaviljoen in gebruik genomen. Anno 2018 bestaan er plannen om een deel van het kasteel, de 30-35 m hoge Wolfstoren, te herbouwen.

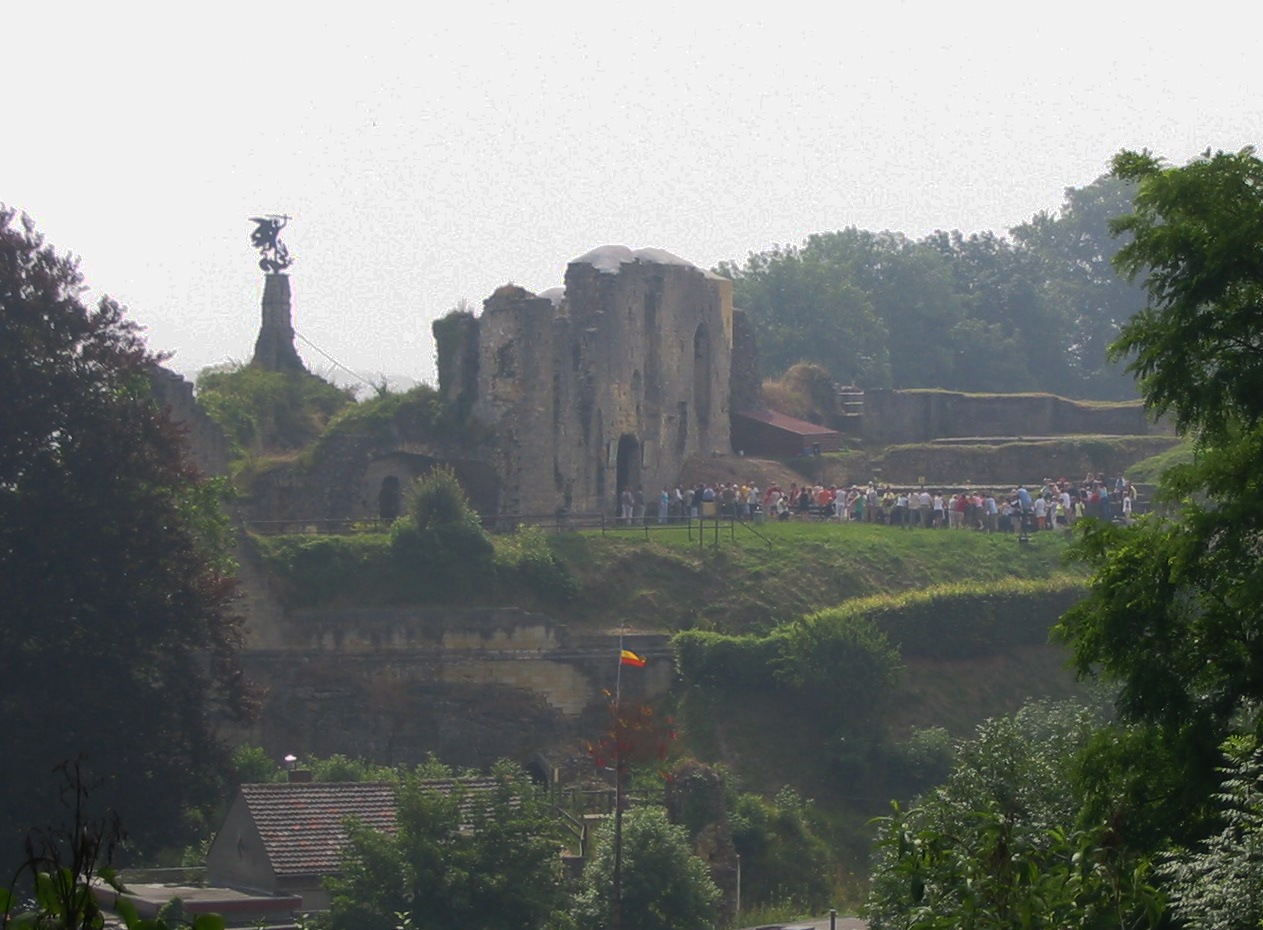
Bezoekers kijken naar een roofvogelshow, 2006
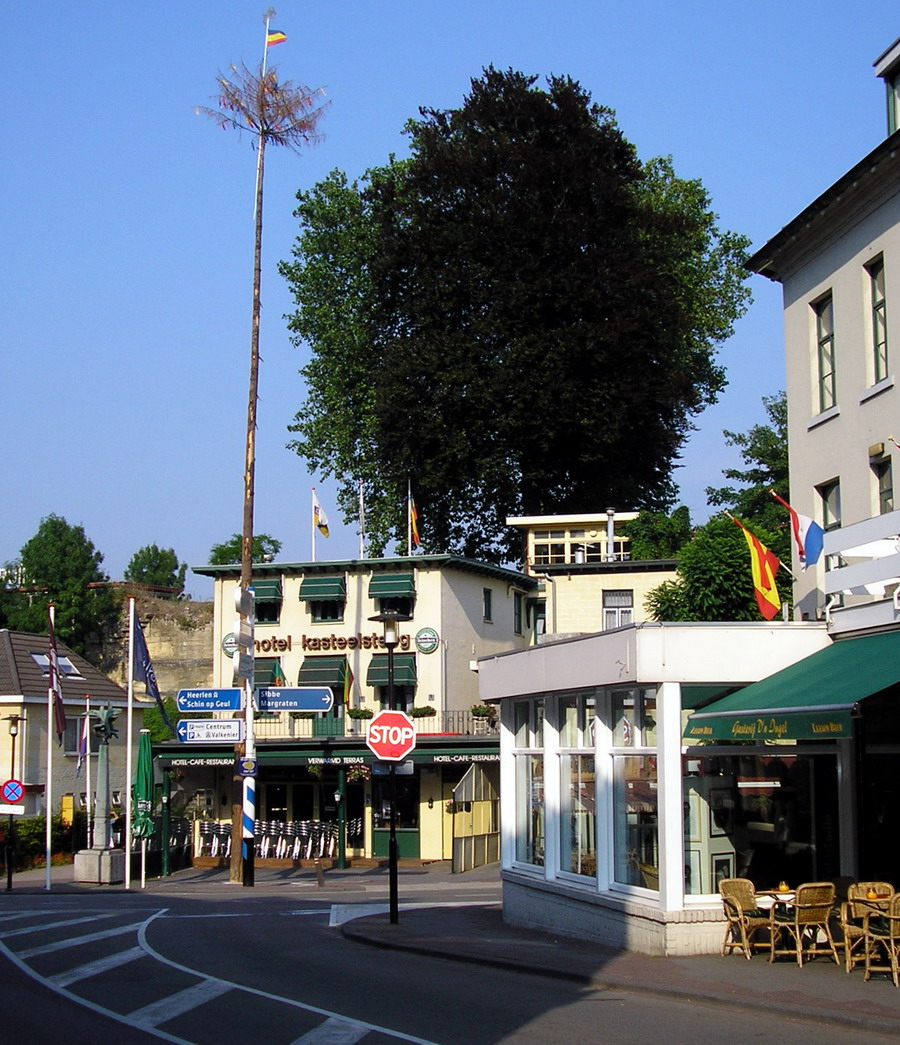
Ruïne in de verdrukking
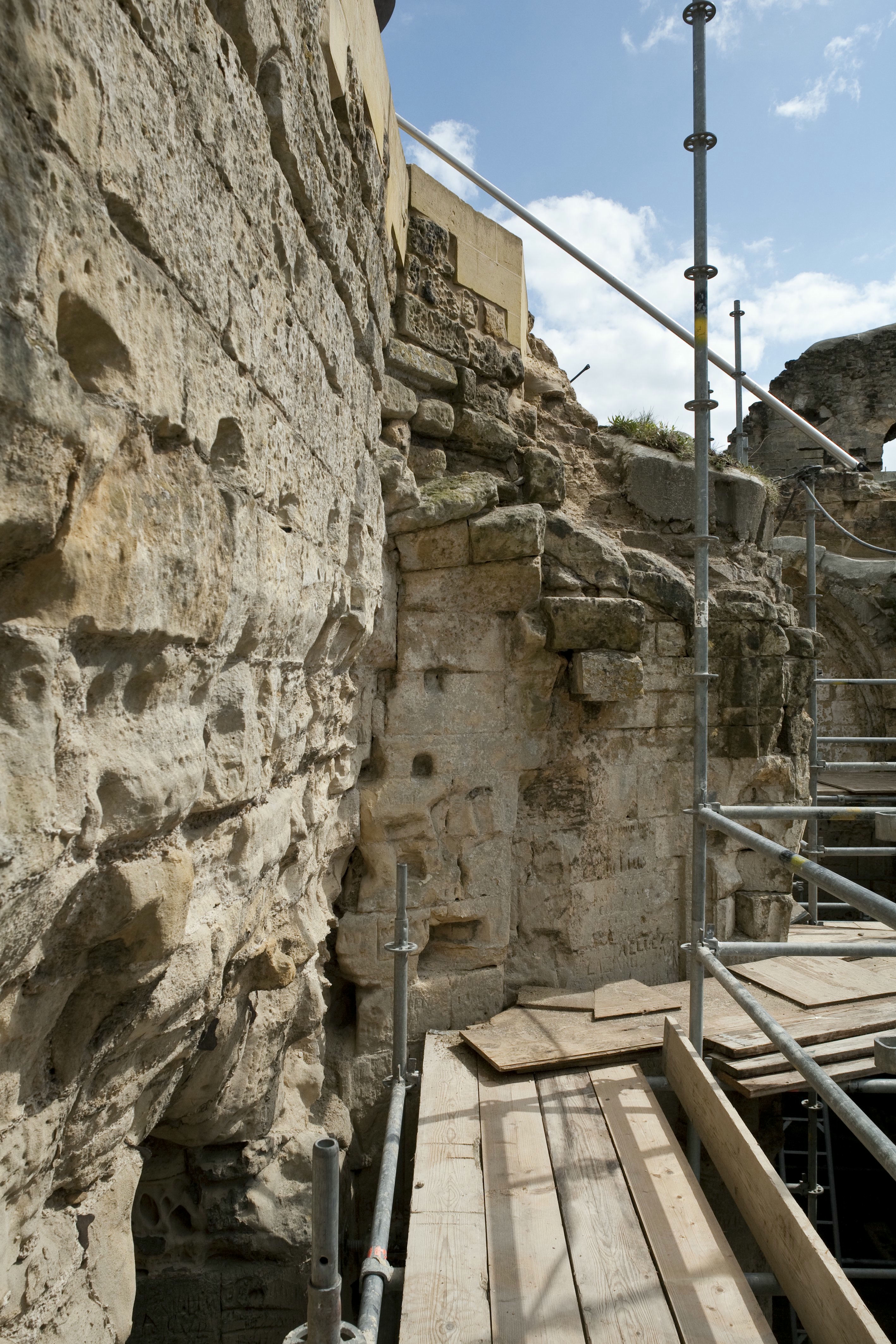
Restauratie 2008
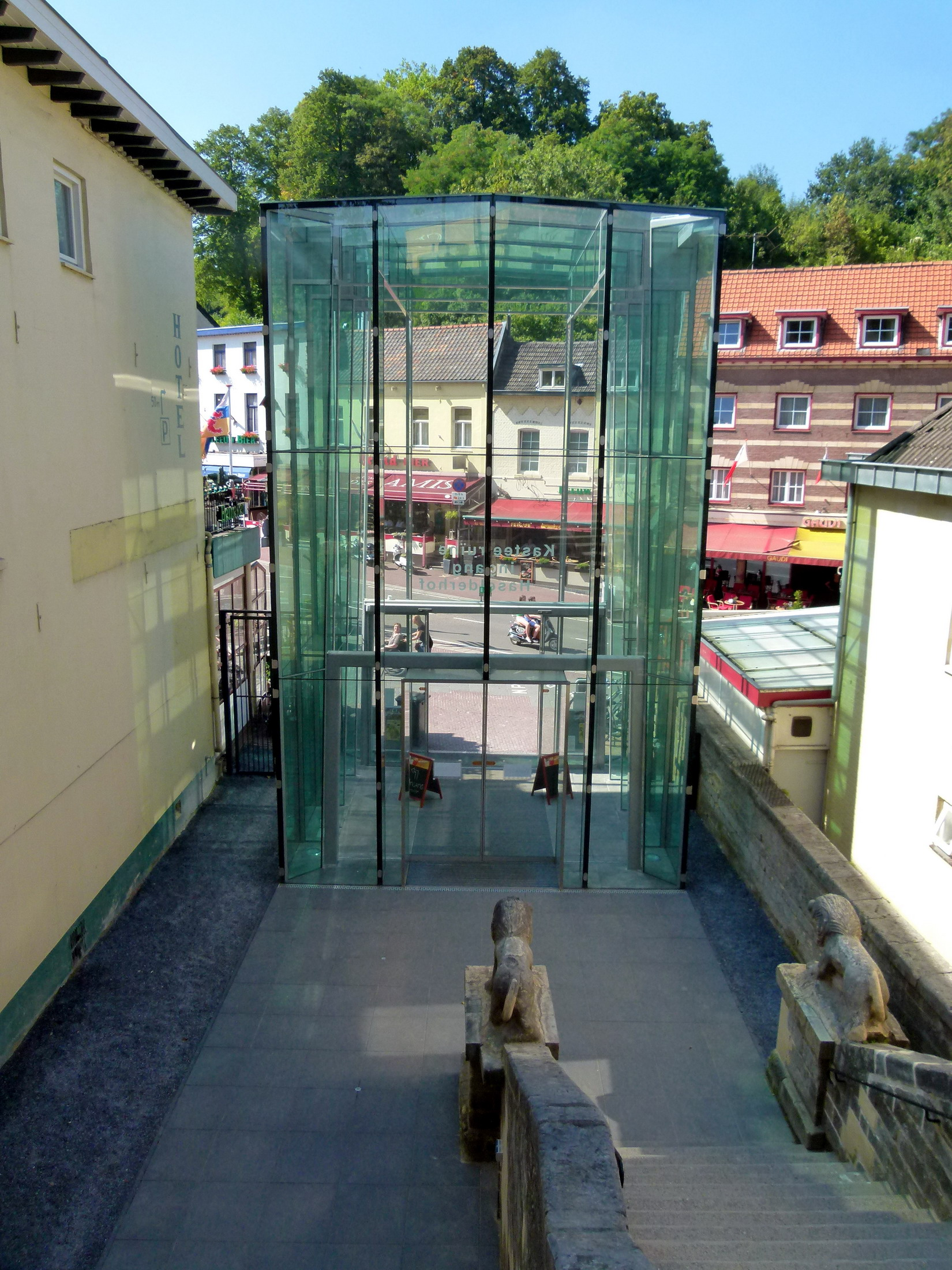
Vernieuwde entree met glazen lift, 2013

## Beschrijving

### Verdedigingsmuren en torens
De belangrijkste functie van de Valkenburgse burcht was een militaire. Door haar ligging was de hoogteburcht moeilijk in te nemen. Ter versterking bezat het kasteel een ring van verdedigingsmuren en -torens rondom de eigenlijke woonvleugel.

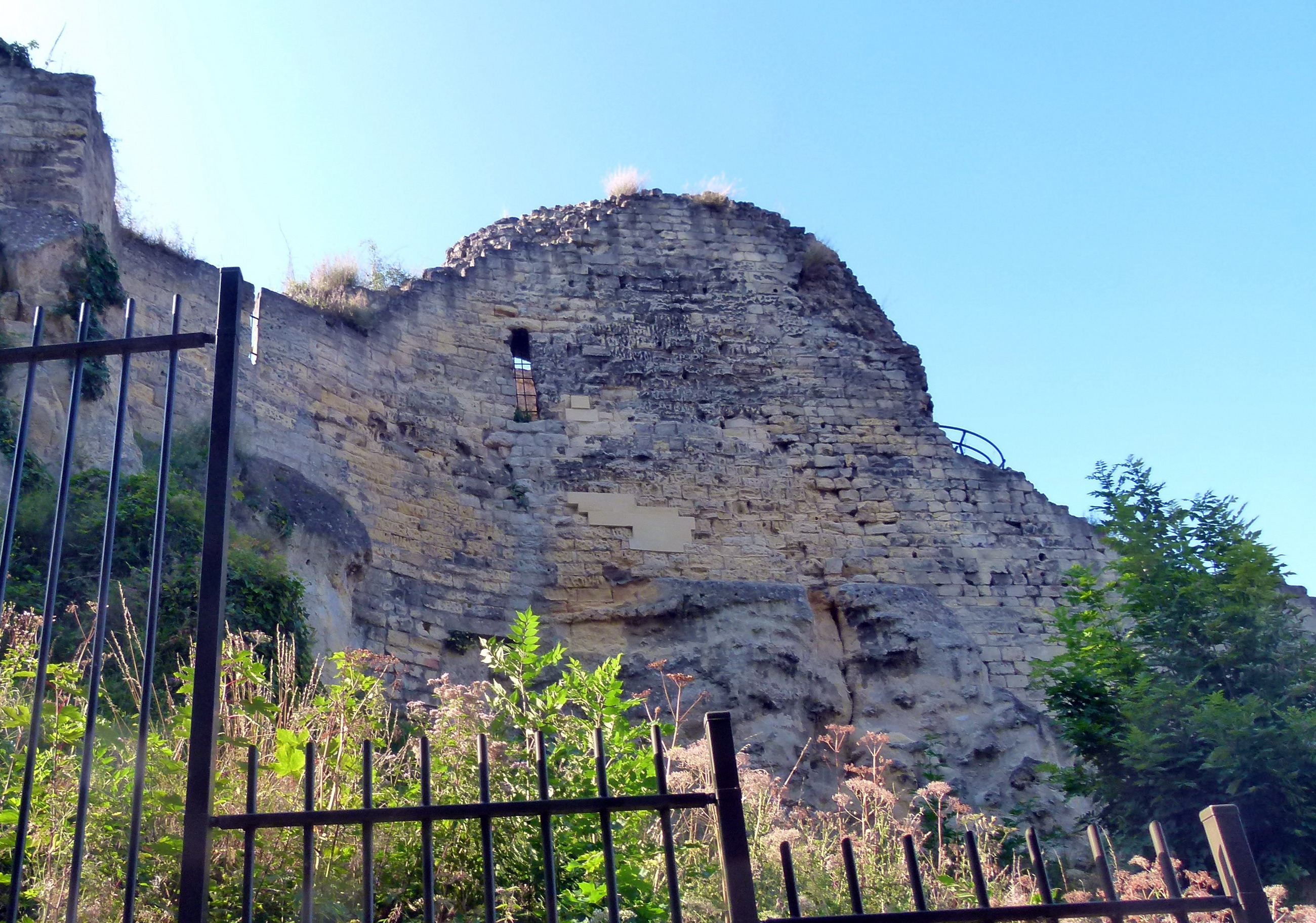
Zuidelijke verdedigingsmuur
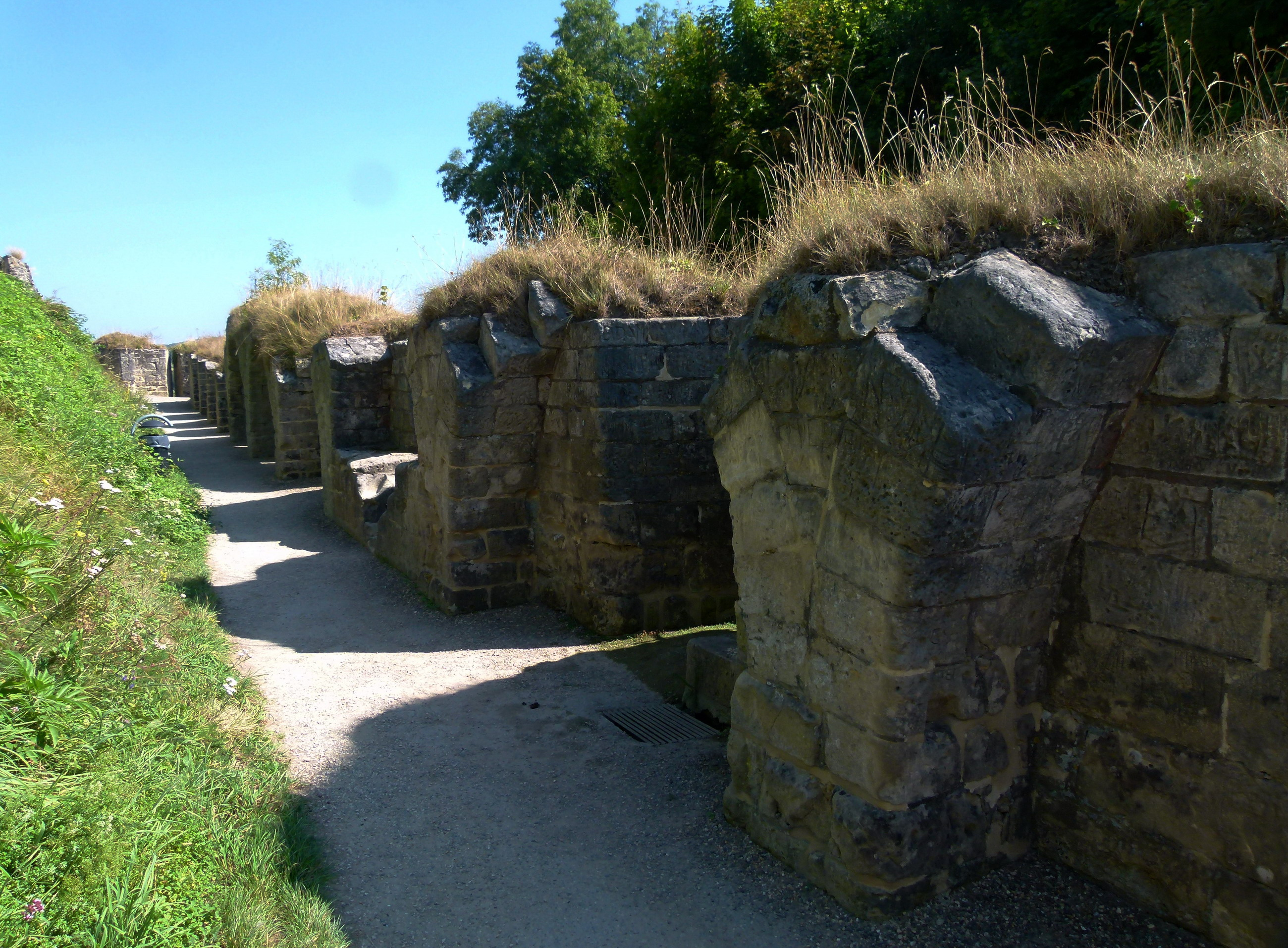
Binnenkant verdedigingsmuur
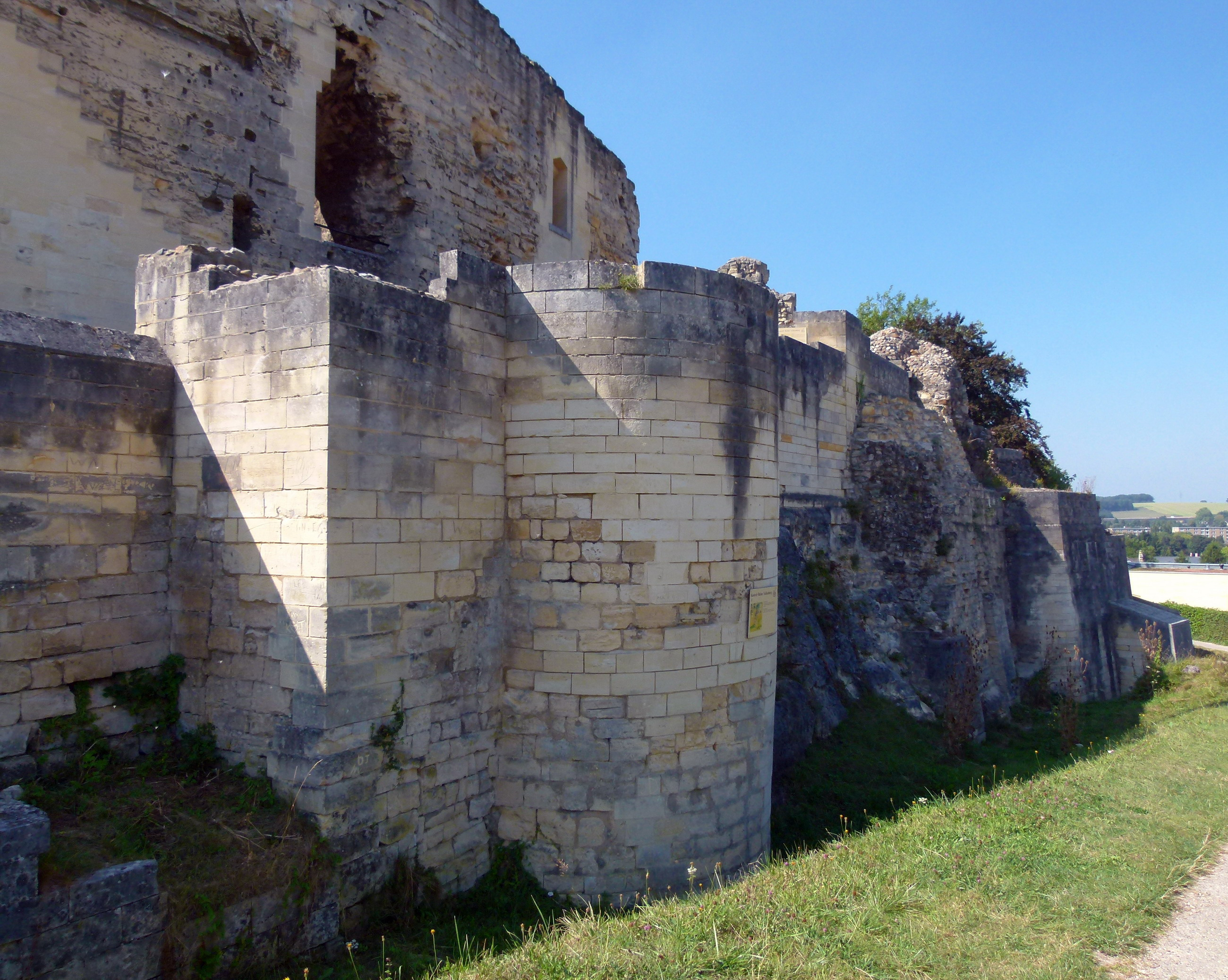
Verdedigingsmuur en toren
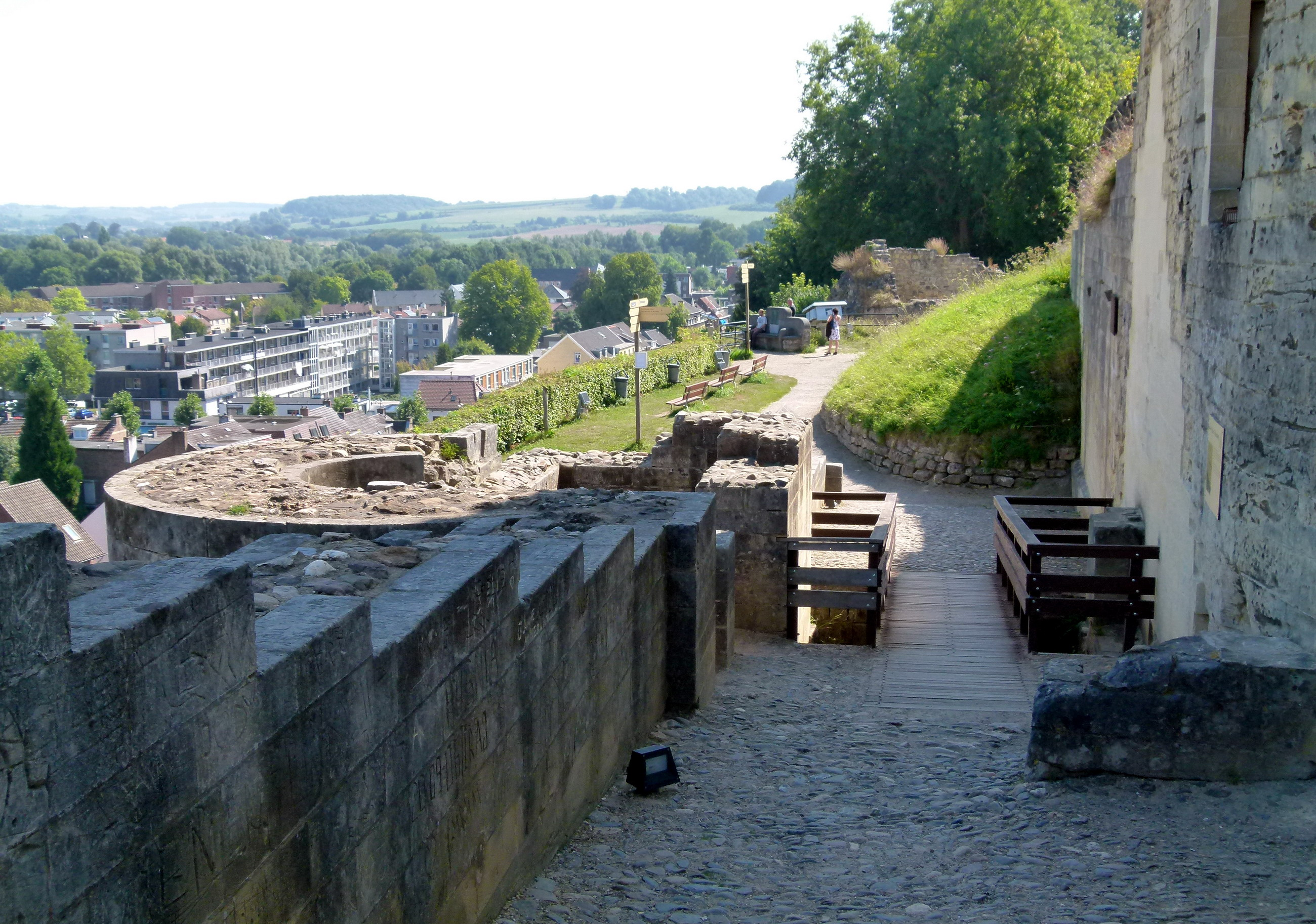
Weg tussen twee verdedigingsmuren

### Dwingel, tunnels, kazematten
Aan de zuidzijde van het kasteel ligt de dwingel, een verdiept aangelegde toegangsweg tussen hoge muren en rotswanden, aan het einde waarvan zich de kasteelpoort bevond. De dwingel stond onder voortdurende bewaking. Vanaf de kasteelmuren konden kwaadwillende bezoekers worden bestookt door onder anderen boogschutters. In het kasteel zijn nog diverse tunnels en kazematten aanwezig. Enkele tunnels staan in verbinding met de Fluweelengrot en konden als uiterste vluchtwegen worden benut.

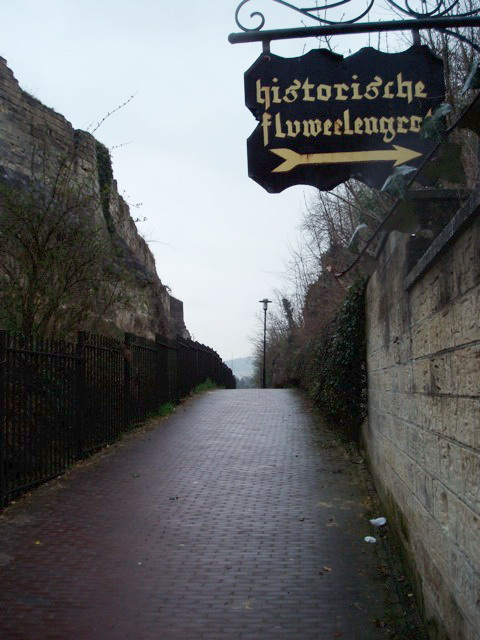
Dwingel
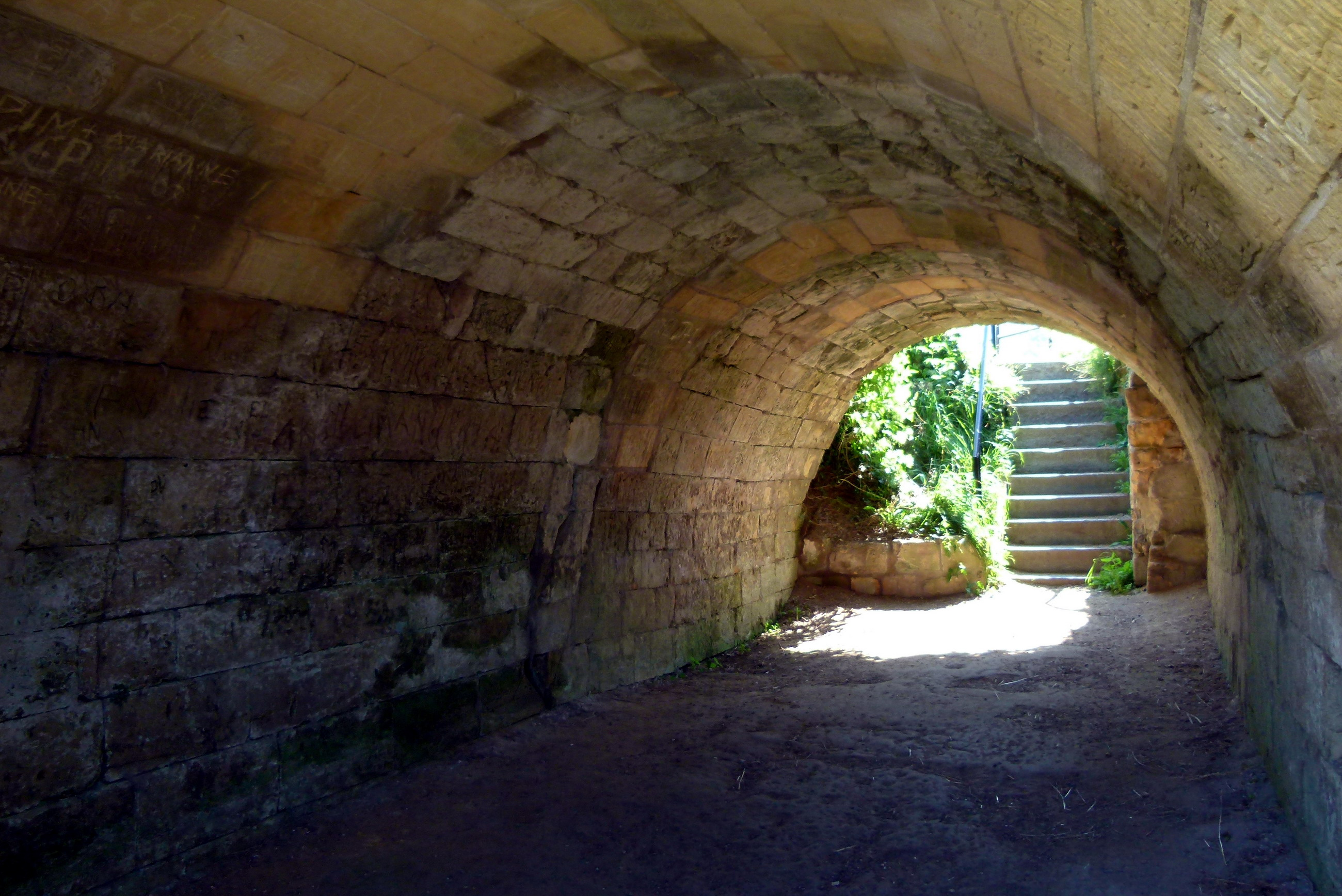
Tunnel
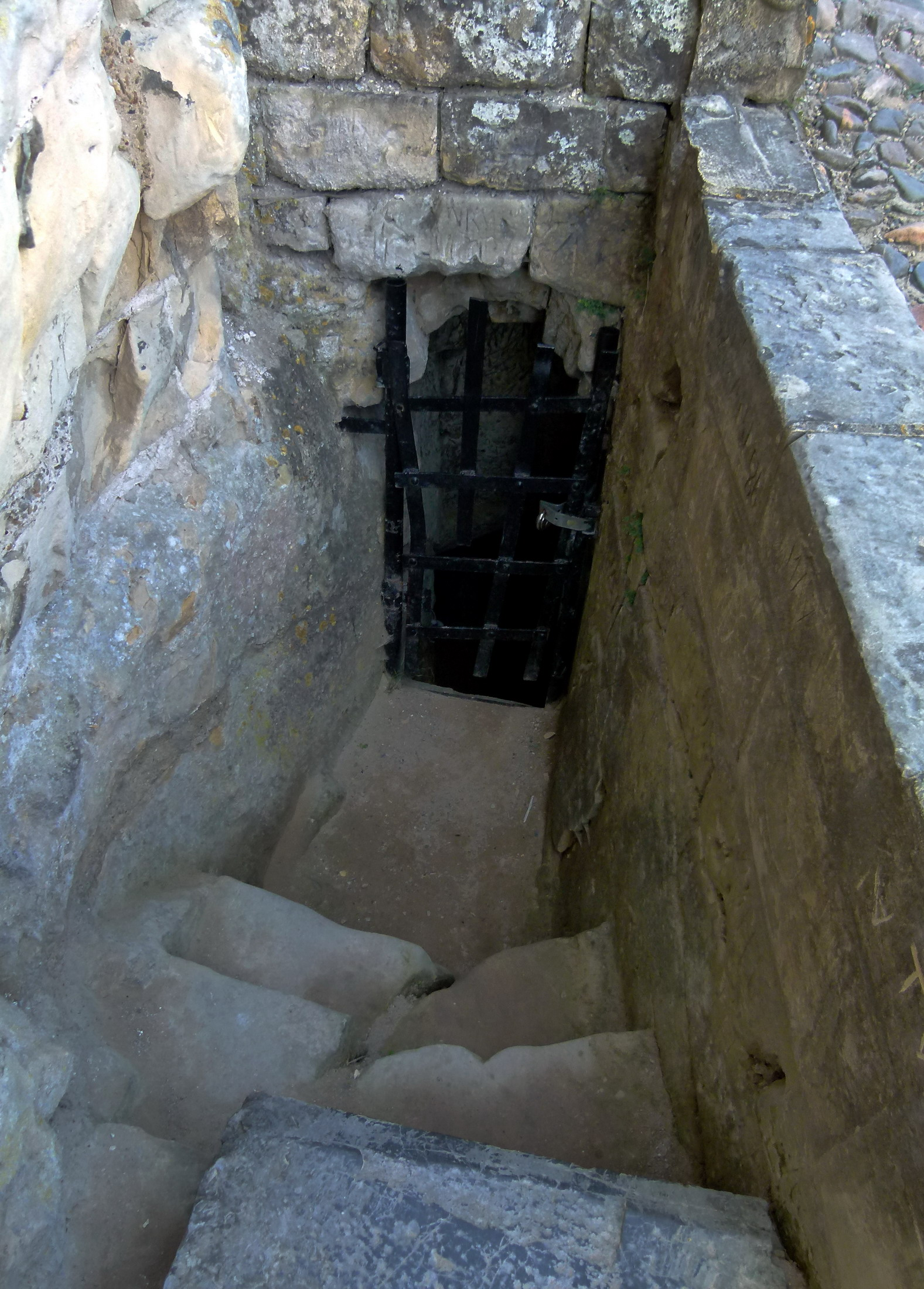
Entree kazemat
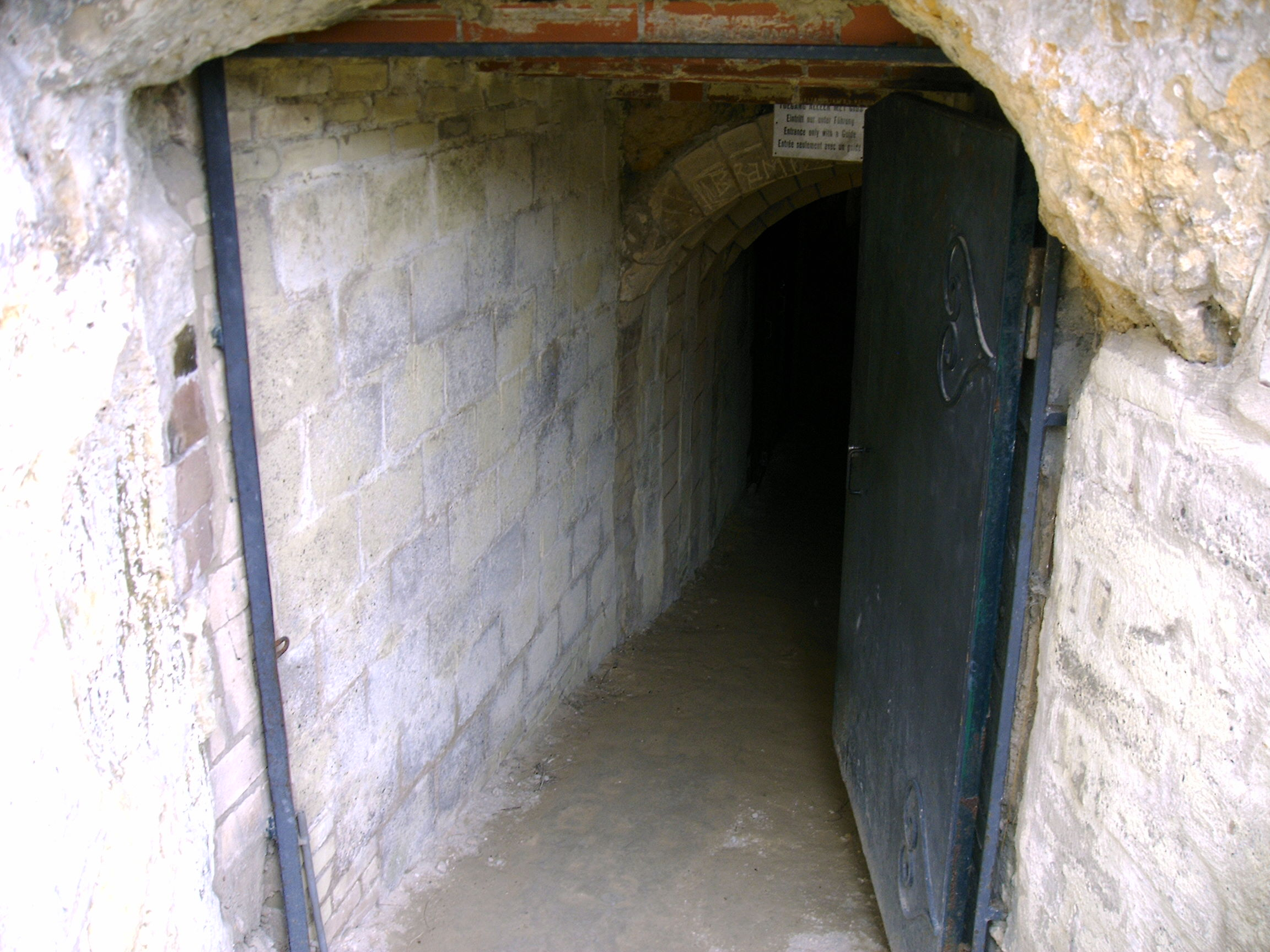
Ingang Fluweelengrot

### Woongedeelte
Na de verwoesting van het kasteel door Jan III van Brabant in 1329 werd de woonvleugel in de jaren daarna door Dirk IV opnieuw opgetrokken in gotische stijl.

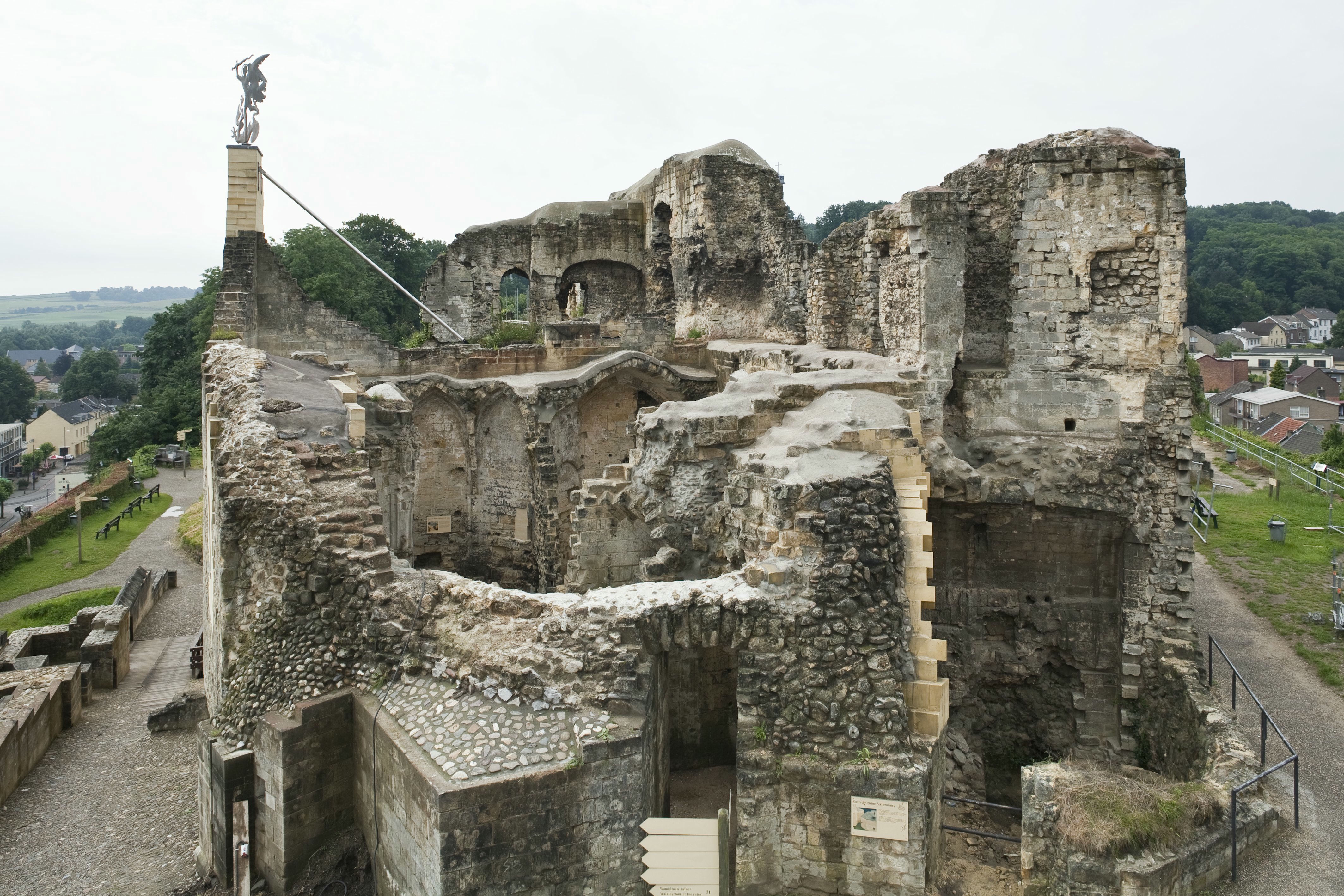
Overzicht woonvleugel
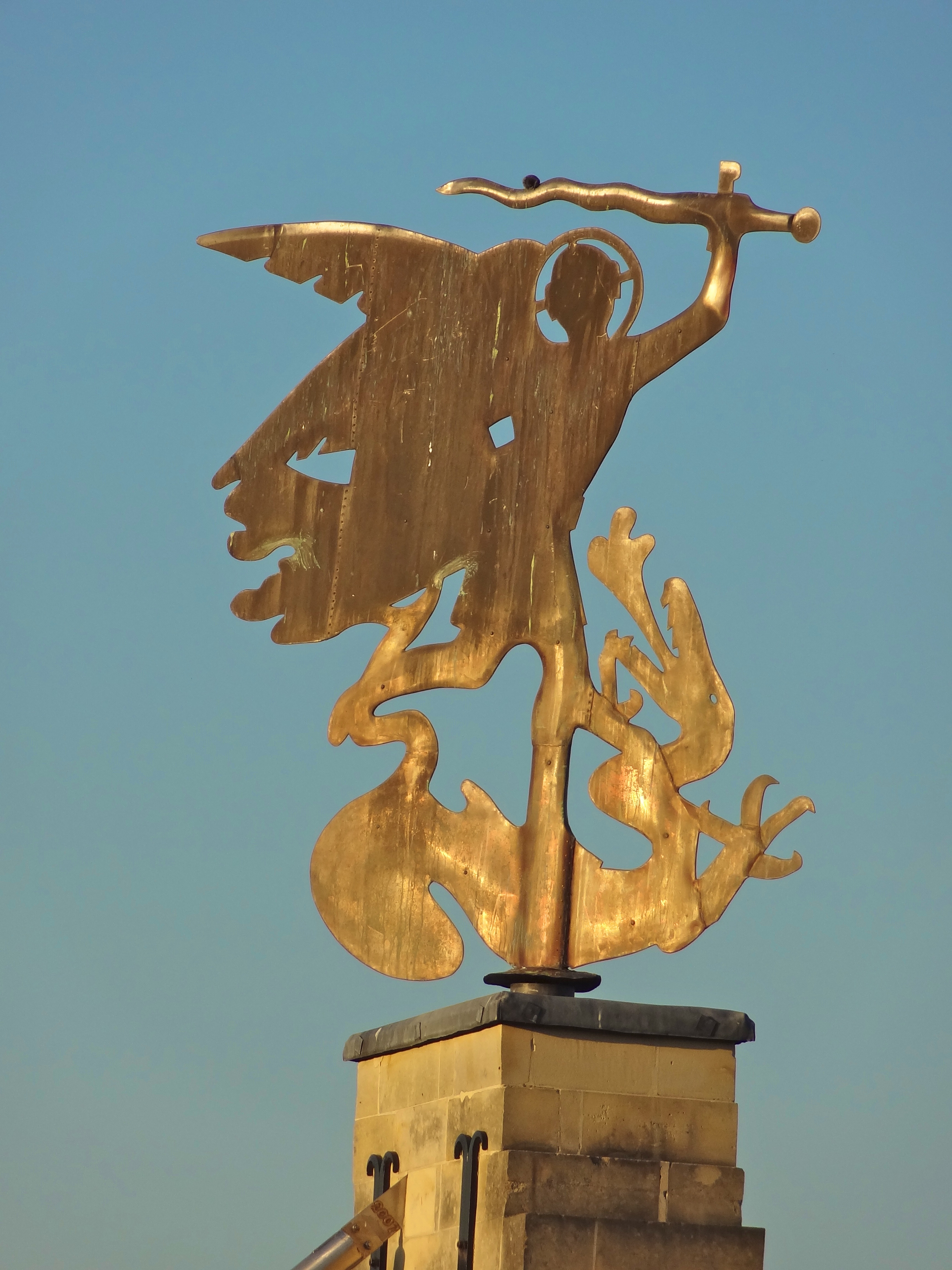
Originele windwijzer
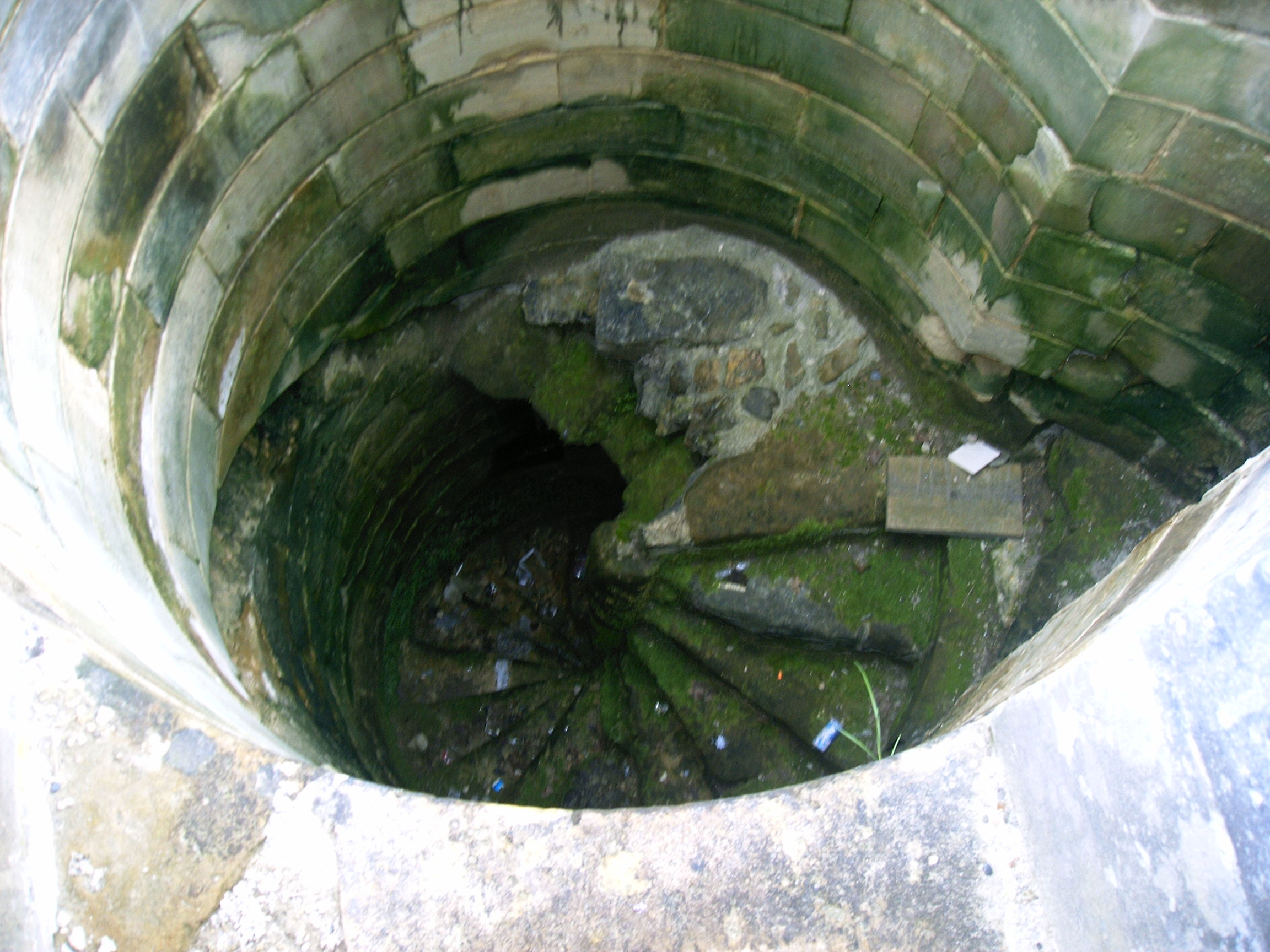
Oude torentrap
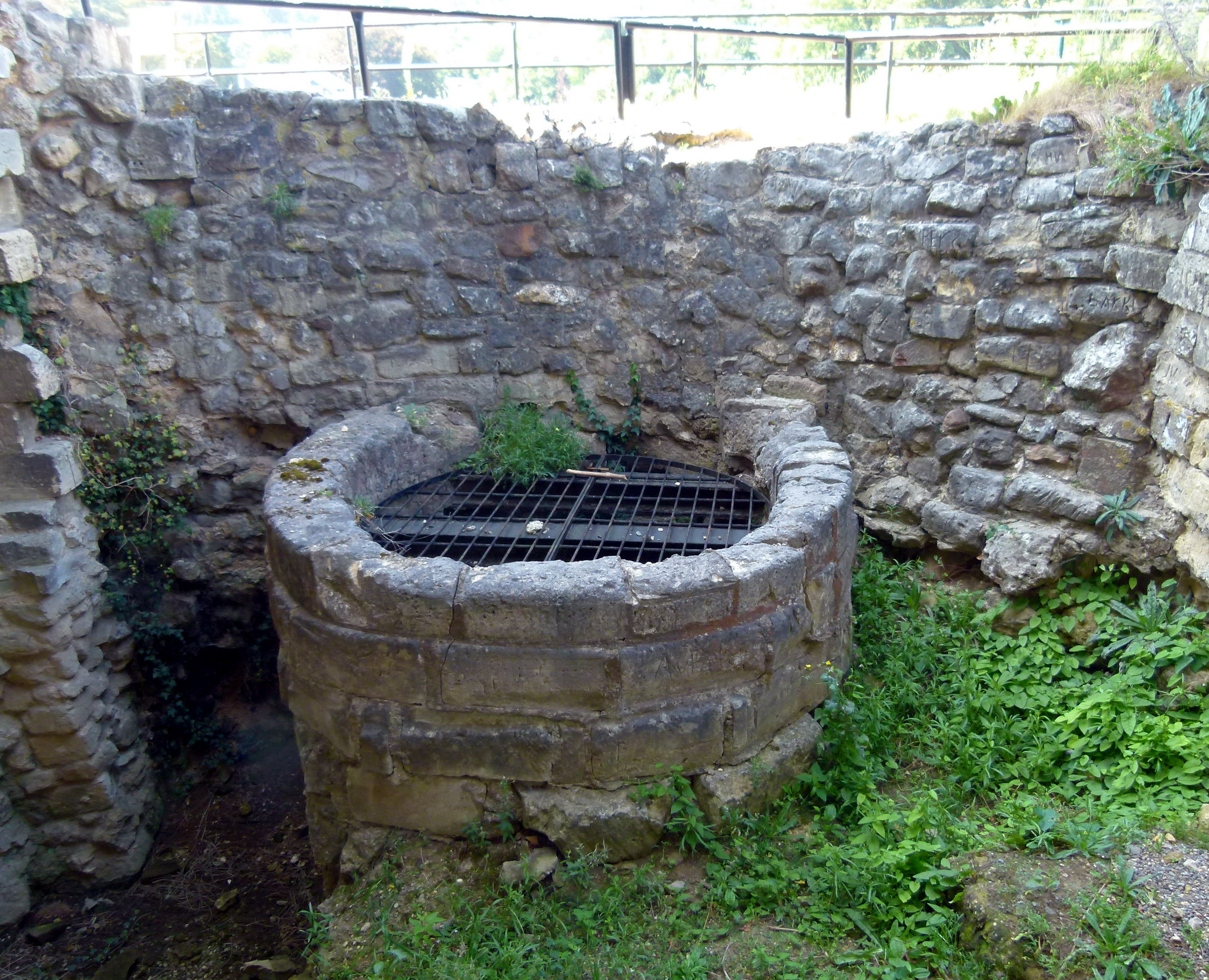
Waterput

### Ridderzaal
Wat tegenwoordig de ridderzaal wordt genoemd is in feite de benedenverdieping van de eigenlijke zaal. Waarschijnlijk waren hier keukens en dienstvertrekken gevestigd. De zware pilaren ondersteunden de gotische gewelven waarop de eigenlijke ridderzaal rustte.

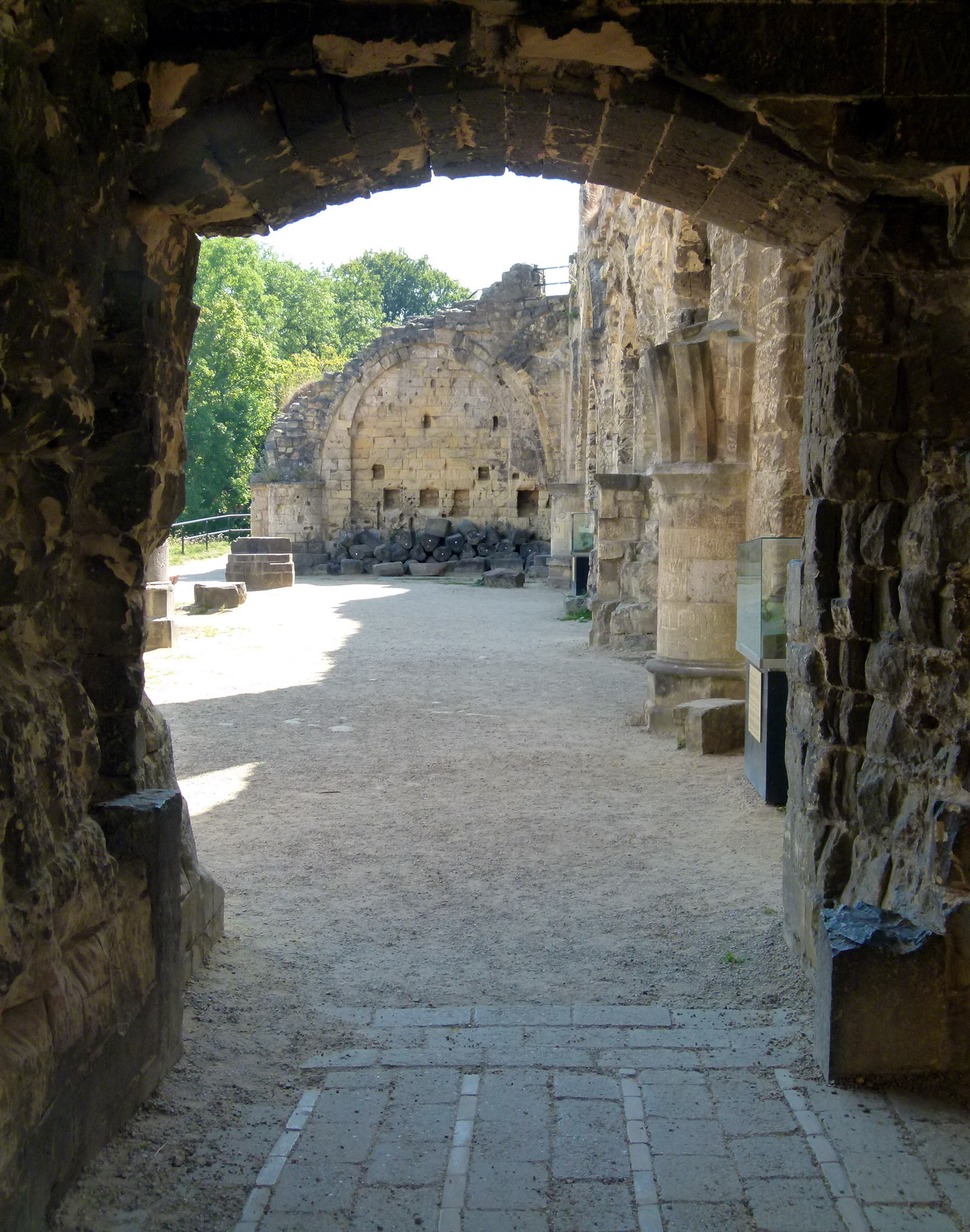
Toegang ridderzaal
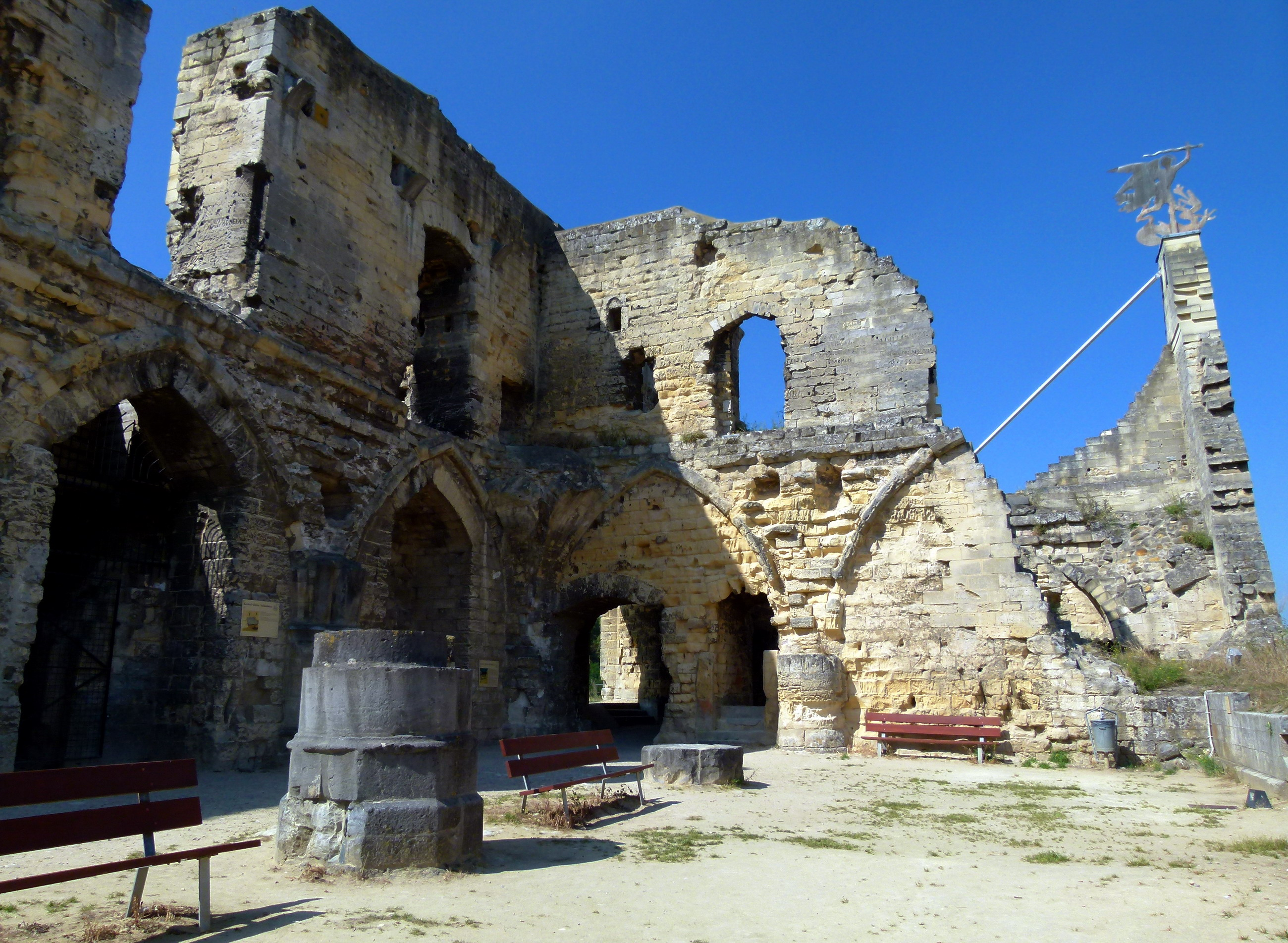
Noordwesthoek
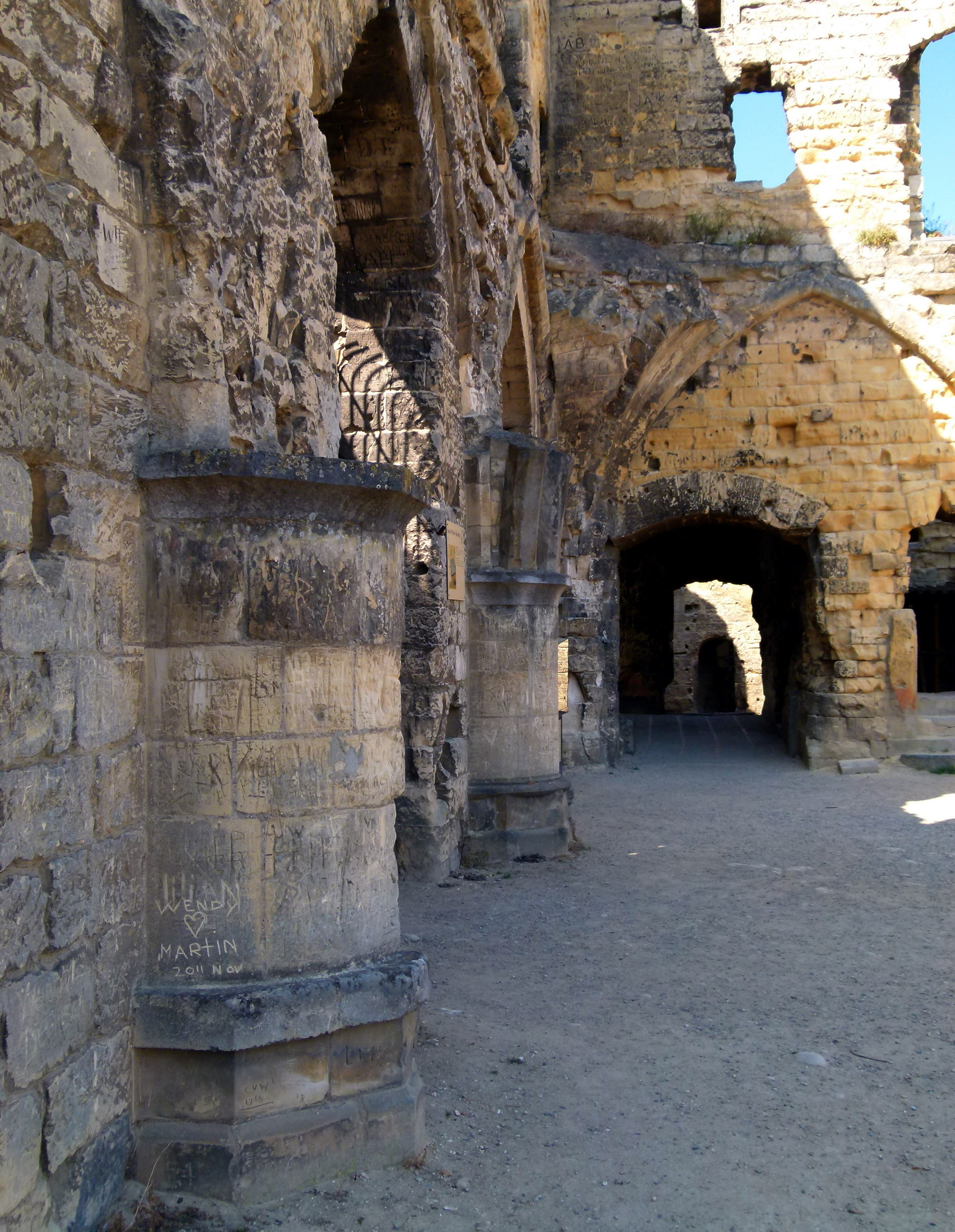
Pilaren
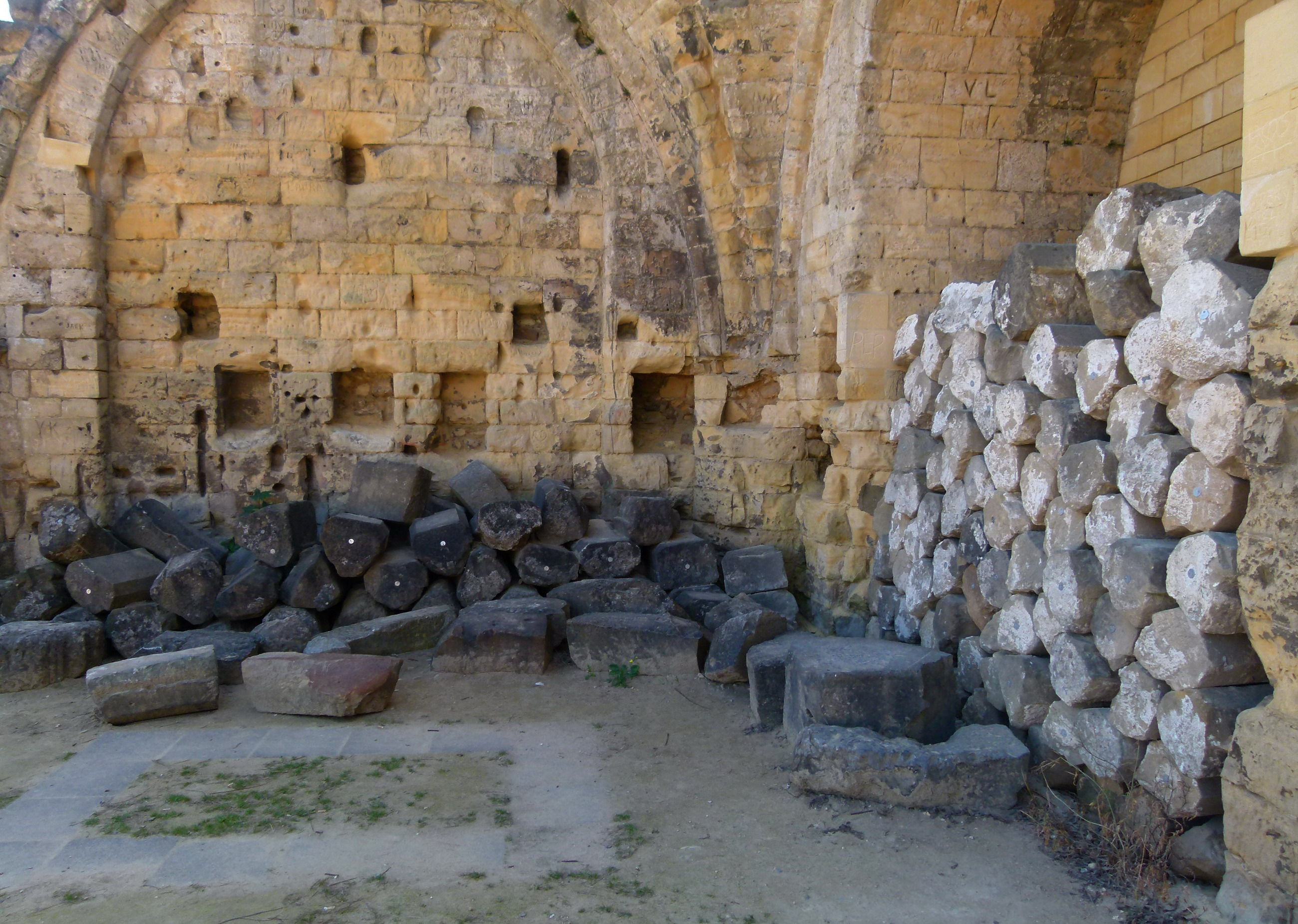
Bouwfragmenten

### Kapel
Zoals de meeste kastelen bezat ook het kasteel van Valkenburg een eigen kapel. In de slotkapel werd dagelijks een mis opgedragen, waarschijnlijk door de pastoor of een kapelaan van de H.H. Nicolaas en Barbarakerk. In 1226 wordt in Valkenburg voor het eerst van een kerk gesproken. In 1281 wordt deze kerk losgemaakt van de moederkerk in Oud-Valkenburg en wordt Valkenburg een zelfstandige parochie. Er waren toen een pastoor en drie kapelaans aan de parochie verbonden. Een van die kapelaans had de zielzorg voor de kasteelbewoners en droeg er de mis op.

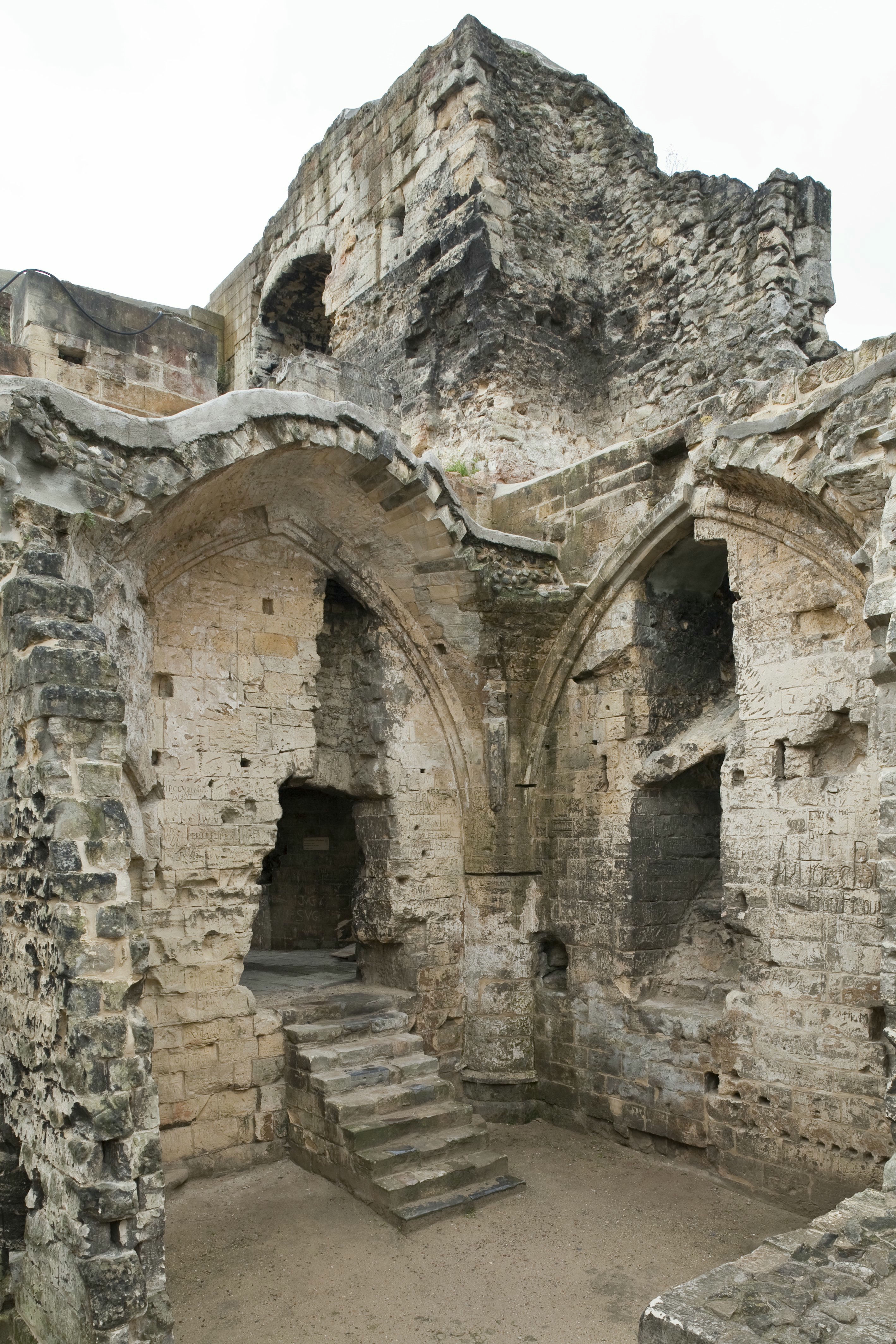
Zuidwestzijde kapel
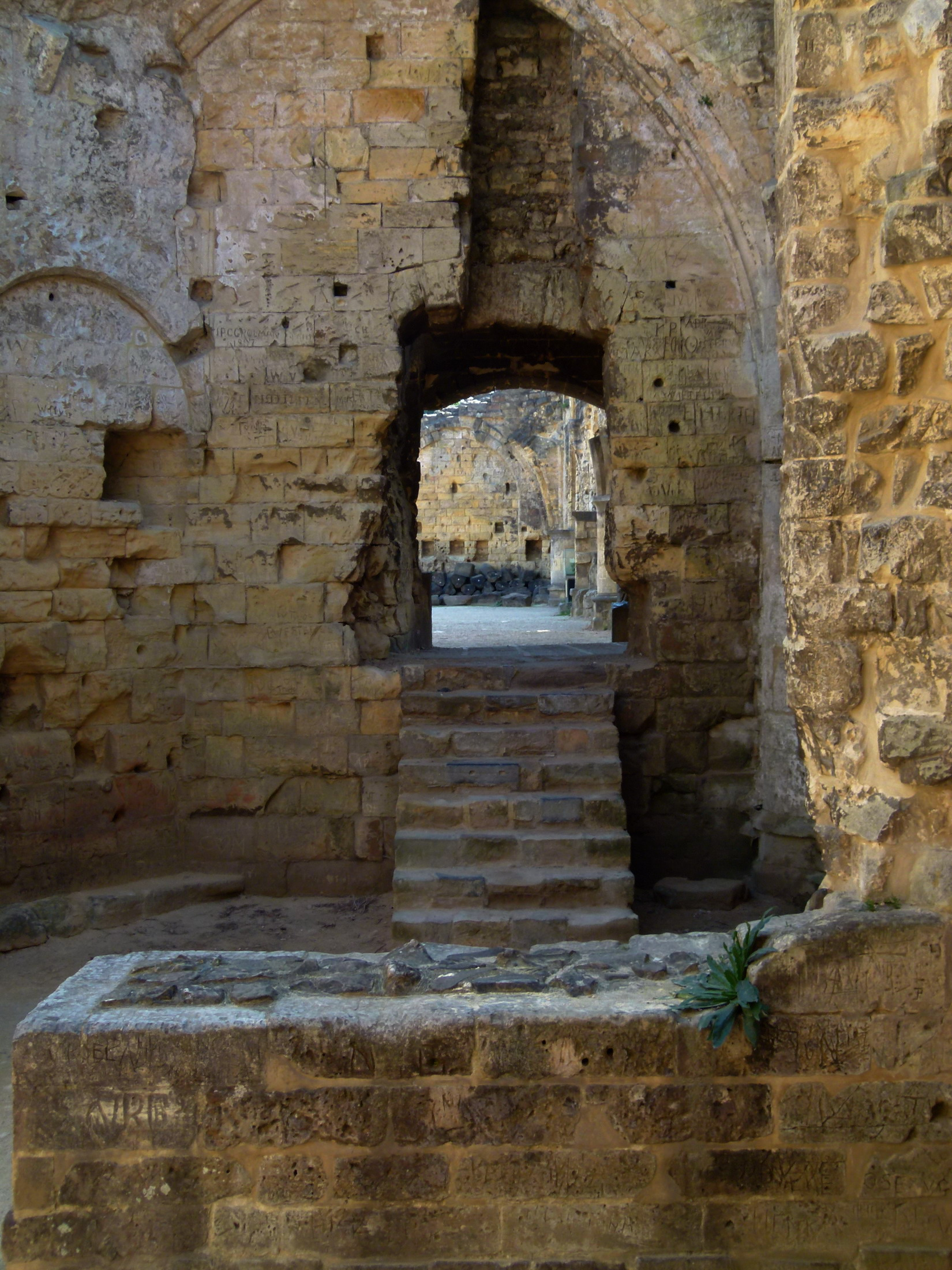
Toegang kapel
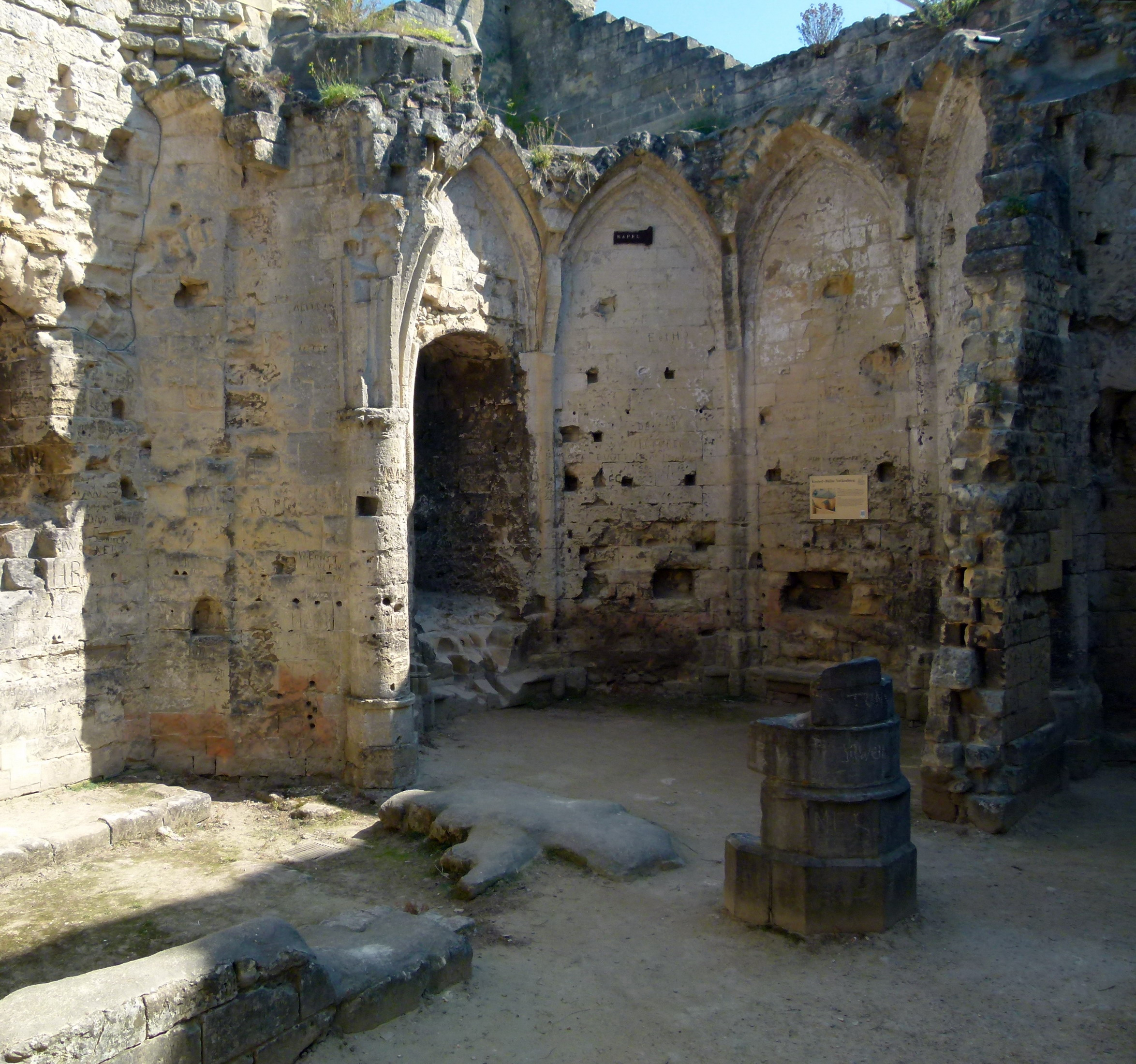
Kapelinterieur
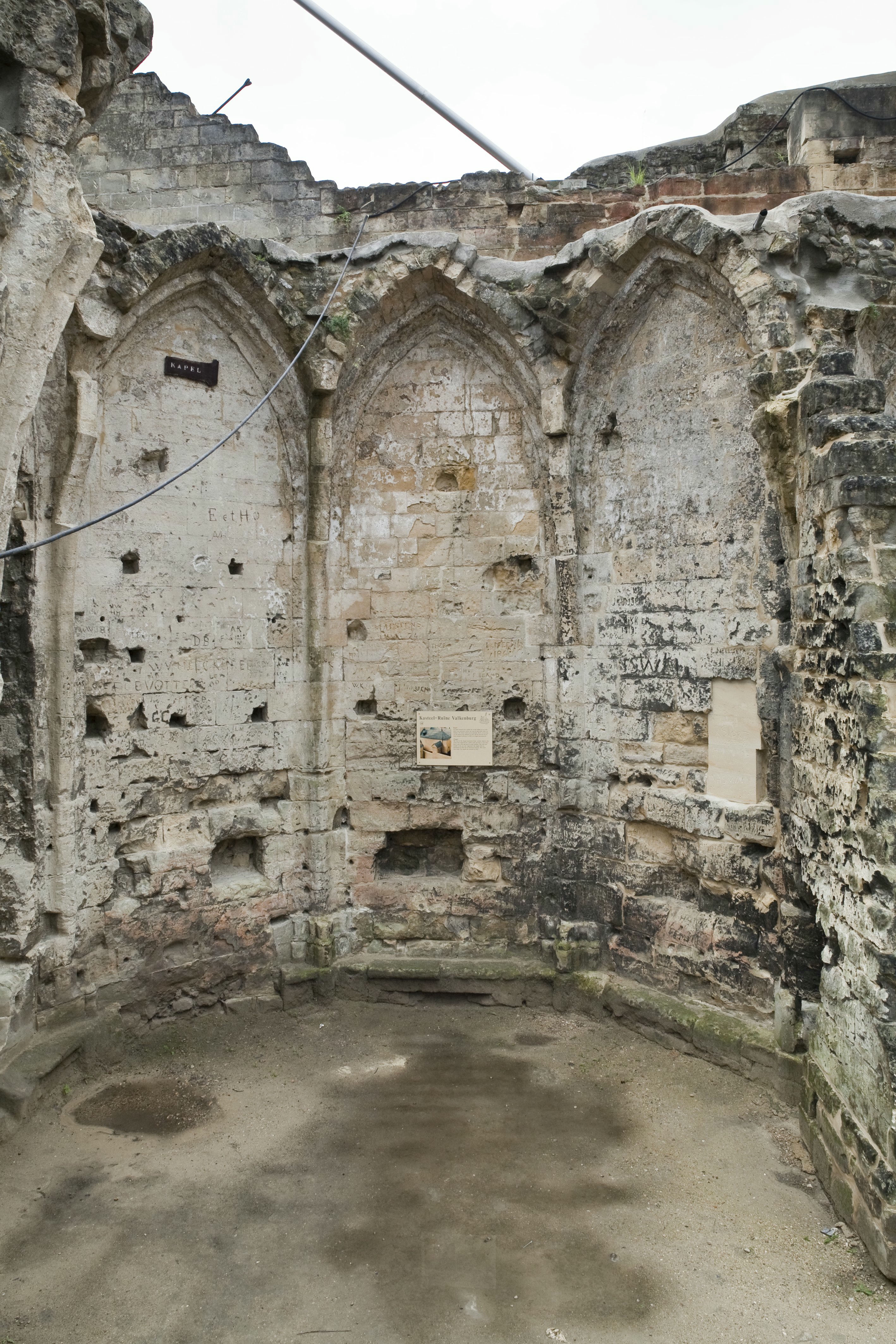
Interieur koor

### Bezoekersfaciliteiten
De Stichting Kasteel van Valkenburg exploiteert zowel de kasteelruïne als de nabije Fluweelengrot, een ondergrondse mergelgroeve met historische houtskooltekeningen en mergelsculpturen. De ruïne kan zowel zelfstandig als met een rondleiding bezocht worden en in de vakantieperiodes vinden er geregeld speciale activiteiten zoals roofvogelshows plaats.
Voor beide monumenten moet entreegeld betaald worden. De opbrengsten uit de ticketverkoop worden vrijwel geheel gebruikt om de kasteelruïne in stand te houden.
In 2012 en 2013 is het gehele entreegebied van de kasteelruïne vernieuwd en toegankelijk gemaakt voor mindervaliden. Op het terrein bevindt zich tevens een modern horecapaviljoen uit 2013 met een groot terras.

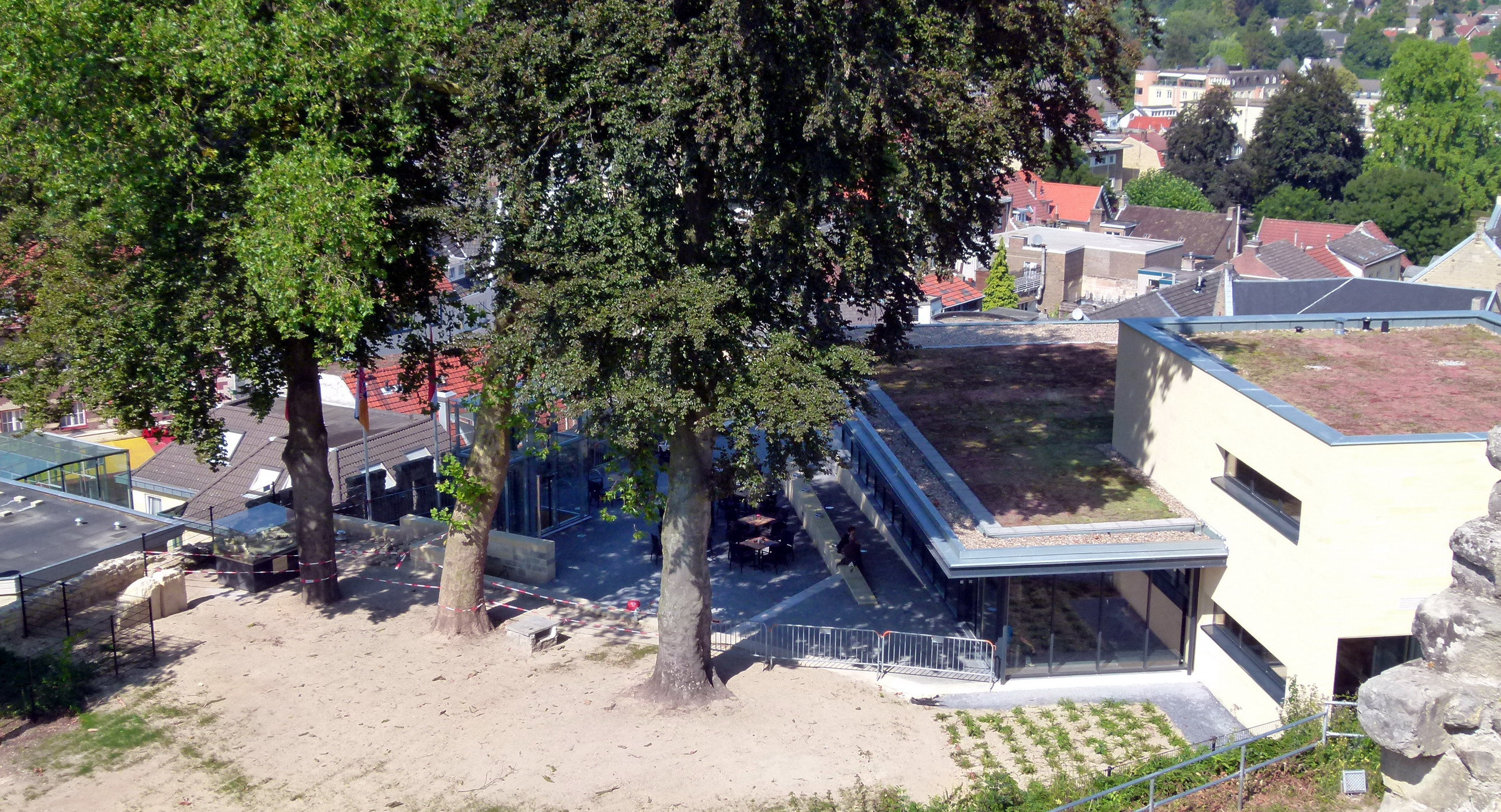
Vernieuwd entreegebied
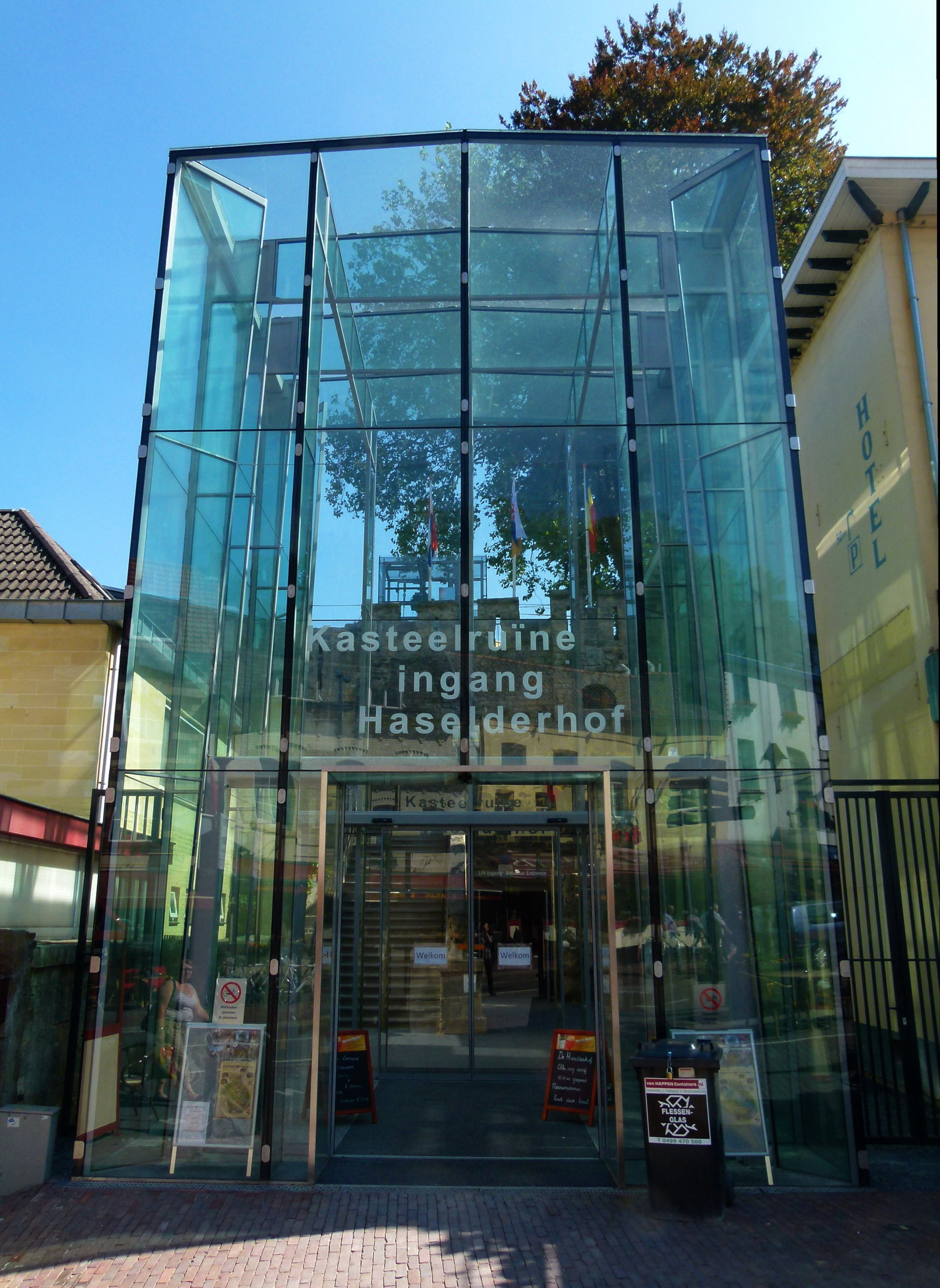
Entreegebouw
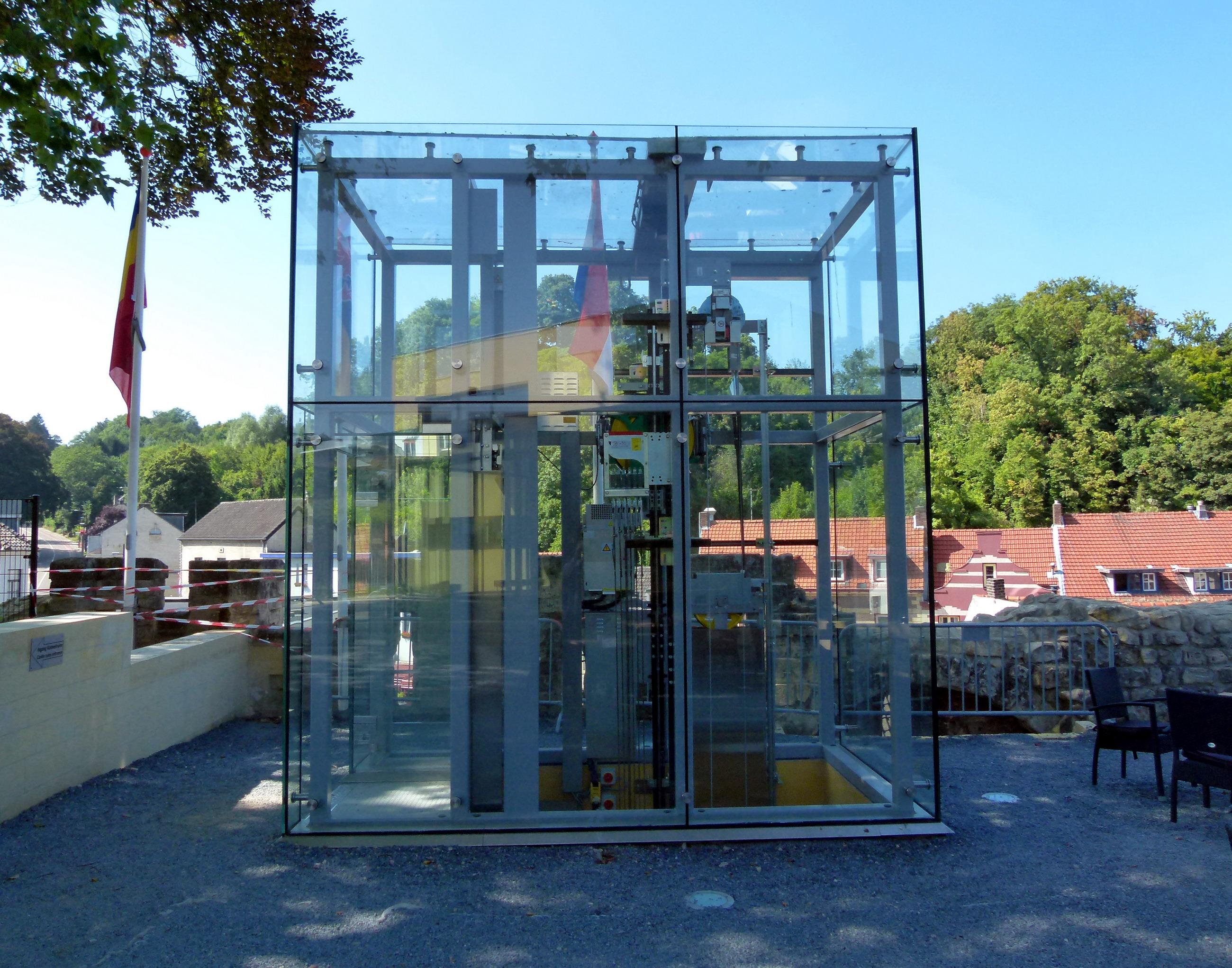
Lift
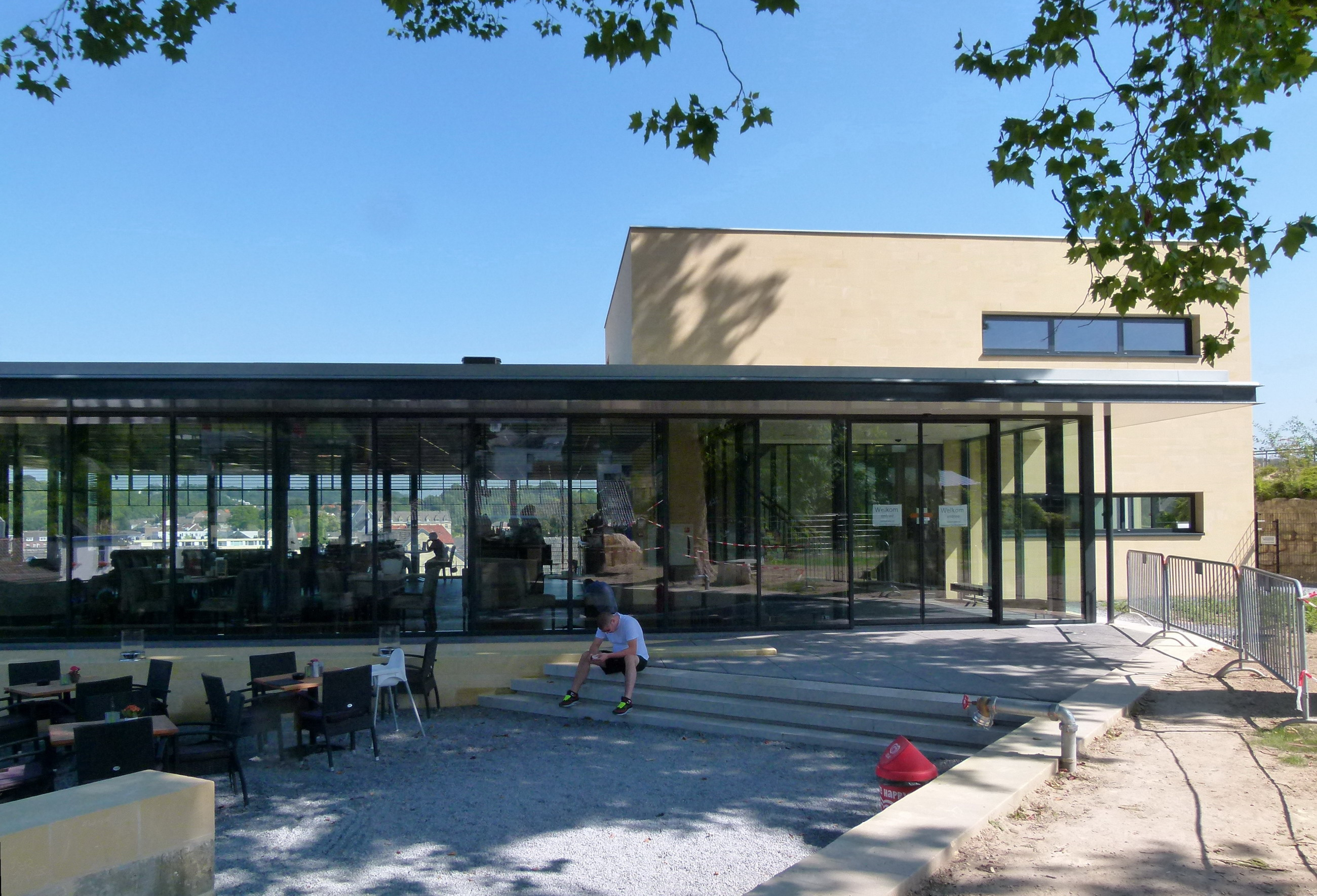
Horecapaviljoen